# NBA Summer League 2019
Navigation
2018 2021
La NBA Summer League 2019 de la NBA a eu lieu au Thomas and Mack Center et Cox Pavilion à Las Vegas, sur le campus de l’Université du Nevada. Elle a commencé le 5 juillet et s’est terminée le 15 juillet. Les 30 équipes et les deux équipes nationales, la Chine et la Croatie, y ont participé. Les équipes commencent le tournoi avec quatre matchs préliminaires ; les équipes jouent entre 5 et 7 matchs.

## California Classic
La California Classic est une compétition officielle de la Summer League. Six matchs ont été joués du 1er au 3 juillet 2019 au Golden 1 Center.

### Équipes
- Heat de Miami
- Warriors de Golden State
- Lakers de Los Angeles
- Kings de Sacramento

#### Jour 1
| 1er juillet | Boxscore | Heat de Miami 106, Lakers de Los Angeles 79        | Heat de Miami 106, Lakers de Los Angeles 79 | Heat de Miami 106, Lakers de Los Angeles 79           |  | Golden 1 Center, Sacramento, Californie Arbitres : Mark Lindsay, Ben Taylor, Tre Maddox | NBA TV |
| 1er juillet | Boxscore | Score par quart-temps : 30–20, 37–20, 19–14, 20–25 |                                             |                                                       |  | Golden 1 Center, Sacramento, Californie Arbitres : Mark Lindsay, Ben Taylor, Tre Maddox | NBA TV |
| 1er juillet | Boxscore | Herro 18 Robinson 5 Robinson, Herro 4              | Points Rebonds Passes d.                    | Allen 13 Norvell Jr. 7 Norvell Jr., Miller-McIntyre 3 |  | Golden 1 Center, Sacramento, Californie Arbitres : Mark Lindsay, Ben Taylor, Tre Maddox | NBA TV |

| 1er juillet | Boxscore | Warriors de Golden State 77, Kings de Sacramento 81 | Warriors de Golden State 77, Kings de Sacramento 81 | Warriors de Golden State 77, Kings de Sacramento 81 |  | Golden 1 Center, Sacramento, Californie Arbitres : Karl Lane, Tony Brown, Brent Barnaky | NBA TV |
| 1er juillet | Boxscore | Score par quart-temps : 23–18, 9–23, 21–19, 24–21   |                                                     |                                                     |  | Golden 1 Center, Sacramento, Californie Arbitres : Karl Lane, Tony Brown, Brent Barnaky | NBA TV |
| 1er juillet | Boxscore | Evans 18 Fredette 7 Reed, Evans 3                   | Points Rebonds Passes d.                            | Gabriel 22 Gabriel 12 Christon 11                   |  | Golden 1 Center, Sacramento, Californie Arbitres : Karl Lane, Tony Brown, Brent Barnaky | NBA TV |

#### Jour 2
| 2 juillet | Boxscore | Lakers de Los Angeles 100, Warriors de Golden State 90 | Lakers de Los Angeles 100, Warriors de Golden State 90 | Lakers de Los Angeles 100, Warriors de Golden State 90 |  | Golden 1 Center, Sacramento, Californie Arbitres : Mark Lindsay, Courtney Kirkland, Dedric Taylor | ESPN |
| 2 juillet | Boxscore | Score par quart-temps : 24–25, 24–15, 28–24, 24–26     |                                                        |                                                        |  | Golden 1 Center, Sacramento, Californie Arbitres : Mark Lindsay, Courtney Kirkland, Dedric Taylor | ESPN |
| 2 juillet | Boxscore | Norvell Jr. 20 Cacok12 Young 7                         | Points Rebonds Passes d.                               | Paschall 18 Jones 8 Evans 4                            |  | Golden 1 Center, Sacramento, Californie Arbitres : Mark Lindsay, Courtney Kirkland, Dedric Taylor | ESPN |

| 2 juillet | Boxscore | Heat de Miami 89, Kings de Sacramento 88           | Heat de Miami 89, Kings de Sacramento 88 | Heat de Miami 89, Kings de Sacramento 88 |  | Golden 1 Center, Sacramento, Californie Arbitres : Tre Maddox, Ben Taylor, Tony Brown | NBA TV |
| 2 juillet | Boxscore | Score par quart-temps : 17–21, 19–24, 27–26, 26–17 |                                          |                                          |  | Golden 1 Center, Sacramento, Californie Arbitres : Tre Maddox, Ben Taylor, Tony Brown | NBA TV |
| 2 juillet | Boxscore | Maten 21 Maten 9 Robinson 6                        | Points Rebonds Passes d.                 | Thompson 18 Mika 14 Christon, Robinson 5 |  | Golden 1 Center, Sacramento, Californie Arbitres : Tre Maddox, Ben Taylor, Tony Brown | NBA TV |

#### Jour 3
| 3 juillet | Boxscore | Heat de Miami 73, Warriors de Golden State 65      | Heat de Miami 73, Warriors de Golden State 65 | Heat de Miami 73, Warriors de Golden State 65 |  | Golden 1 Center, Sacramento, Californie Arbitres : Karl Lane, Courtney Kirkland, Brent Barnaky | NBA TV |
| 3 juillet | Boxscore | Score par quart-temps : 12–15, 18–23, 15–12, 28–15 |                                               |                                               |  | Golden 1 Center, Sacramento, Californie Arbitres : Karl Lane, Courtney Kirkland, Brent Barnaky | NBA TV |
| 3 juillet | Boxscore | Nunn 21 Alexander 10 Nunn 3                        | Points Rebonds Passes d.                      | Jones 15 Jones 7 4 joueurs 2                  |  | Golden 1 Center, Sacramento, Californie Arbitres : Karl Lane, Courtney Kirkland, Brent Barnaky | NBA TV |

| 3 juillet | Boxscore | Lakers de Los Angeles 99, Kings de Sacramento 97   | Lakers de Los Angeles 99, Kings de Sacramento 97 | Lakers de Los Angeles 99, Kings de Sacramento 97 |  | Golden 1 Center, Sacramento, Californie Arbitres : Mark Lindsay, Tre Maddox, Ben Taylor, Tony Brown, Dedric Taylor | NBA TV |
| 3 juillet | Boxscore | Score par quart-temps : 22–23, 17–24, 24–28, 36–22 |                                                  |                                                  |  | Golden 1 Center, Sacramento, Californie Arbitres : Mark Lindsay, Tre Maddox, Ben Taylor, Tony Brown, Dedric Taylor | NBA TV |
| 3 juillet | Boxscore | Howard 25 Mathias , Perkins 7 Norvell Jr. 8        | Points Rebonds Passes d.                         | Gabriel 16 Mika 12 Christon 6                    |  | Golden 1 Center, Sacramento, Californie Arbitres : Mark Lindsay, Tre Maddox, Ben Taylor, Tony Brown, Dedric Taylor | NBA TV |

#### Classement de la compétition
| Position | Équipe                   | MJ | V | D |
| -------- | ------------------------ | -- | - | - |
| 1        | Heat de Miami            | 3  | 3 | 0 |
| 2        | Lakers de Los Angeles    | 3  | 2 | 1 |
| 3        | Kings de Sacramento      | 3  | 1 | 2 |
| 4        | Warriors de Golden State | 3  | 0 | 3 |

### Leaders statistiques
| Joueur           | Équipe                | PTS  |
| ---------------- | --------------------- | ---- |
| Kendrick Nunn    | Heat de Miami         | 24,0 |
| Tyler Herro      | Heat de Miami         | 19,0 |
| Wenyen Gabriel   | Kings de Sacramento   | 19,0 |
| Yante Maten      | Heat de Miami         | 18,5 |
| Zach Norvell Jr. | Lakers de Los Angeles | 14,0 |

| Joueur          | Équipe                   | REB |
| --------------- | ------------------------ | --- |
| Wenyen Gabriel  | Kings de Sacramento      | 8,5 |
| Yante Maten     | Heat de Miami            | 8,5 |
| Damian Jones    | Warriors de Golden State | 6,7 |
| Jordan Caroline | Lakers de Los Angeles    | 6,0 |
| Duncan Robinson | Heat de Miami            | 5,5 |

| Joueur           | Équipe                | PAD |
| ---------------- | --------------------- | --- |
| Semaj Christon   | Kings de Sacramento   | 7,3 |
| Duncan Robinson  | Heat de Miami         | 5,0 |
| Joe Young        | Lakers de Los Angeles | 4,5 |
| Zach Norvell Jr. | Lakers de Los Angeles | 4,0 |
| Jaron Johnson    | Lakers de Los Angeles | 3,5 |

## Utah Jazz Summer League
La Utah Jazz Summer League est une compétition officielle de la Summer League. Six matchs ont été joués du 1er au 3 juillet 2019 au Vivint Smart Home Arena.

### Équipes
- Cavaliers de Cleveland
- Grizzlies de Memphis
- Spurs de San Antonio
- Jazz de l'Utah

Toutes les horaires des matchs sont au fusueau horaire sont à l'heure des Rocheuses (UTC–6)

#### Jour 1
| 1er juillet | Boxscore | Spurs de San Antonio 97, Cavaliers de Cleveland 89 | Spurs de San Antonio 97, Cavaliers de Cleveland 89 | Spurs de San Antonio 97, Cavaliers de Cleveland 89 |  | Vivint Smart Home Arena, Salt Lake City, Utah Arbitres : Brett Nansel, Leroy Richardson, Marat Kogut | NBA TV |
| 1er juillet | Boxscore | Score par quart-temps : 19–19, 26–27, 27–19, 25–24 |                                                    |                                                    |  | Vivint Smart Home Arena, Salt Lake City, Utah Arbitres : Brett Nansel, Leroy Richardson, Marat Kogut | NBA TV |
| 1er juillet | Boxscore | Walker IV 20 Šamanić, Walker IV 7 Morris 4         | Points Rebonds Passes d.                           | Windler 19 Windler 6 Mitrou-Long 8                 |  | Vivint Smart Home Arena, Salt Lake City, Utah Arbitres : Brett Nansel, Leroy Richardson, Marat Kogut | NBA TV |

| 1er juillet | Boxscore | Grizzlies de Memphis 85, Jazz de l'Utah 68         | Grizzlies de Memphis 85, Jazz de l'Utah 68 | Grizzlies de Memphis 85, Jazz de l'Utah 68 |  | Vivint Smart Home Arena, Salt Lake City, Utah Arbitres : Justin Van Duyne, Haywoode Workman, Matt Boland | ESPN2 |
| 1er juillet | Boxscore | Score par quart-temps : 24–17, 20–18, 17–19, 24–14 |                                            |                                            |  | Vivint Smart Home Arena, Salt Lake City, Utah Arbitres : Justin Van Duyne, Haywoode Workman, Matt Boland | ESPN2 |
| 1er juillet | Boxscore | Washburn, Watanabe 20 Watanabe 9 Carter 4          | Points Rebonds Passes d.                   | Bradley 14 Bradley 15 Wright-Foreman 3     |  | Vivint Smart Home Arena, Salt Lake City, Utah Arbitres : Justin Van Duyne, Haywoode Workman, Matt Boland | ESPN2 |

#### Jour 2
| 2 juillet | Boxscore | Grizzlies de Memphis 84, Spurs de San Antonio 99   | Grizzlies de Memphis 84, Spurs de San Antonio 99 | Grizzlies de Memphis 84, Spurs de San Antonio 99 |  | Vivint Smart Home Arena, Salt Lake City, Utah Arbitres : Eric Dalen, Derek Richardson, CJ Washington | NBA TV |
| 2 juillet | Boxscore | Score par quart-temps : 20–30, 24–29, 20–18, 20–22 |                                                  |                                                  |  | Vivint Smart Home Arena, Salt Lake City, Utah Arbitres : Eric Dalen, Derek Richardson, CJ Washington | NBA TV |
| 2 juillet | Boxscore | Hannahs 20 Hexom 9 Lee 7                           | Points Rebonds Passes d.                         | Johnson 29 4 joueurs 7 Magette 10                |  | Vivint Smart Home Arena, Salt Lake City, Utah Arbitres : Eric Dalen, Derek Richardson, CJ Washington | NBA TV |

| 2 juillet | Boxscore | Cavaliers de Cleveland 71, Jazz de l'Utah 86       | Cavaliers de Cleveland 71, Jazz de l'Utah 86 | Cavaliers de Cleveland 71, Jazz de l'Utah 86 |  | Vivint Smart Home Arena, Salt Lake City, Utah Arbitres : Brett Nansel, Leroy Richardson, Marat Kogut | NBA TV |
| 2 juillet | Boxscore | Score par quart-temps : 21–24, 19–23, 11–18, 20–21 |                                              |                                              |  | Vivint Smart Home Arena, Salt Lake City, Utah Arbitres : Brett Nansel, Leroy Richardson, Marat Kogut | NBA TV |
| 2 juillet | Boxscore | Mitrou-Long 17 Windler 8 Windler 5                 | Points Rebonds Passes d.                     | Bradley 26 Bradley 16 Cousins 6              |  | Vivint Smart Home Arena, Salt Lake City, Utah Arbitres : Brett Nansel, Leroy Richardson, Marat Kogut | NBA TV |

#### Jour 3
| 3 juillet | Boxscore | Cavaliers de Cleveland 68, Grizzlies de Memphis 81 | Cavaliers de Cleveland 68, Grizzlies de Memphis 81 | Cavaliers de Cleveland 68, Grizzlies de Memphis 81 |  | Vivint Smart Home Arena, Salt Lake City, Utah Arbitres : Justin Van Duyne, Haywoode Workman, Matt Boland | NBA TV |
| 3 juillet | Boxscore | Score par quart-temps : 15–18, 18–19, 17–22, 18–22 |                                                    |                                                    |  | Vivint Smart Home Arena, Salt Lake City, Utah Arbitres : Justin Van Duyne, Haywoode Workman, Matt Boland | NBA TV |
| 3 juillet | Boxscore | Mitrou-Long 12 Mitrou-Long 6 Wade 5                | Points Rebonds Passes d.                           | Evans 20 Watanabe 9 Lee 7                          |  | Vivint Smart Home Arena, Salt Lake City, Utah Arbitres : Justin Van Duyne, Haywoode Workman, Matt Boland | NBA TV |

| 3 juillet | Boxscore | Spurs de San Antonio 81, Jazz de l'Utah 84         | Spurs de San Antonio 81, Jazz de l'Utah 84 | Spurs de San Antonio 81, Jazz de l'Utah 84 |  | Vivint Smart Home Arena, Salt Lake City, Utah Arbitres : Eric Dalen, Derek Richardson, CJ Washington | NBA TV |
| 3 juillet | Boxscore | Score par quart-temps : 13–27, 16–15, 31–28, 21–14 |                                            |                                            |  | Vivint Smart Home Arena, Salt Lake City, Utah Arbitres : Eric Dalen, Derek Richardson, CJ Washington | NBA TV |
| 3 juillet | Boxscore | Waler IV 19 Robinson 9 Magette 4                   | Points Rebonds Passes d.                   | Oni 17 Reed 16 Ferrari 3                   |  | Vivint Smart Home Arena, Salt Lake City, Utah Arbitres : Eric Dalen, Derek Richardson, CJ Washington | NBA TV |

#### Classement de la compétition
| Position | Équipe                 | MJ | V | D |
| -------- | ---------------------- | -- | - | - |
| 1        | Grizzlies de Memphis   | 3  | 2 | 1 |
| 2        | Spurs de San Antonio   | 3  | 2 | 1 |
| 3        | Jazz de l'Utah         | 3  | 2 | 1 |
| 4        | Cavaliers de Cleveland | 3  | 0 | 3 |

### Leaders statistiques
| Joueur           | Équipe                 | PTS  |
| ---------------- | ---------------------- | ---- |
| Tony Bradley     | Jazz de l'Utah         | 20,0 |
| Lonnie Walker IV | Spurs de San Antonio   | 19,5 |
| Keldon Johnson   | Spurs de San Antonio   | 16,5 |
| Yuta Watanabe    | Grizzlies de Memphis   | 16,0 |
| Naz Mitrou-Long  | Cavaliers de Cleveland | 15,0 |

| Joueur           | Équipe               | REB  |
| ---------------- | -------------------- | ---- |
| Tony Bradley     | Jazz de l'Utah       | 15,5 |
| Willie Reed      | Jazz de l'Utah       | 10,5 |
| Yuta Watanabe    | Grizzlies de Memphis | 9,0  |
| Lonnie Walker IV | Spurs de San Antonio | 7,5  |
| Thomas Robinson  | Spurs de San Antonio | 6,3  |

| Joueur                | Équipe                 | PAD |
| --------------------- | ---------------------- | --- |
| Josh Magette          | Spurs de San Antonio   | 5,7 |
| Naz Mitrou-Long       | Cavaliers de Cleveland | 4,0 |
| Jevon Carter          | Grizzlies de Memphis   | 4,0 |
| Darius Morris         | Spurs de San Antonio   | 4,0 |
| Justin Wright-Foreman | Jazz de l'Utah         | 3,5 |

## Las Vegas NBA Summer League
La Las Vegas NBA Summer League est une compétition officielle de la NBA Summer League. 83 matchs y sont joués du 5 au 15 juillet 2019 sur deux sites, au Thomas & Mack Center et au Cox Pavilion, situés à Paradise dans le Nevada. Cette saison, la Croatie et la Chine participent au tournoi organisé par la NBA.

### Équipes
| - Hawks d'Atlanta - Celtics de Boston - Nets de Brooklyn - Hornets de Charlotte - Bulls de Chicago - Chine - Cavaliers de Cleveland - Croatie - Mavericks de Dallas - Nuggets de Denver - Pistons de Détroit | - Warriors de Golden State - Rockets de Houston - Pacers de l'Indiana - Clippers de Los Angeles - Lakers de Los Angeles - Grizzlies de Memphis - Heat de Miami - Bucks de Milwaukee - Timberwolves du Minnesota - Knicks de New York - Pelicans de La Nouvelle-Orléans | - Thunder d'Oklahoma City - Magic d'Orlando - 76ers de Philadelphie - Suns de Phoenix - Trail Blazers de Portland - Kings de Sacramento - Spurs de San Antonio - Raptors de Toronto - Jazz de l'Utah - Wizards de Washington |

#### Jour 1
| 5 juillet | Boxscore | Croatie 80, Pistons de Détroit 96                  | Croatie 80, Pistons de Détroit 96 | Croatie 80, Pistons de Détroit 96 |  | Cox Pavilion, Paradise, Nevada Arbitres : Evan Scott, Randy Richardson, Kelsey Reynolds | NBA TV |
| 5 juillet | Boxscore | Score par quart-temps : 19–20, 27–22, 15–25, 19–29 |                                   |                                   |  | Cox Pavilion, Paradise, Nevada Arbitres : Evan Scott, Randy Richardson, Kelsey Reynolds | NBA TV |
| 5 juillet | Boxscore | Šakić 17 Čakarun 7 Rogić 5                         | Points Rebonds Passes d.          | Thomas 26 Costello 8 Brown 7      |  | Cox Pavilion, Paradise, Nevada Arbitres : Evan Scott, Randy Richardson, Kelsey Reynolds | NBA TV |

| 5 juillet | Boxscore | Bucks de Milwaukee 106, 76ers de Philadelphie 107  | Bucks de Milwaukee 106, 76ers de Philadelphie 107 | Bucks de Milwaukee 106, 76ers de Philadelphie 107 |  | Thomas & Mack Center, Paradise, Nevada Arbitres : John Conley, Danielle Scott, Clare Aubry | ESPN2 |
| 5 juillet | Boxscore | Score par quart-temps : 19–32, 24–28, 28–27, 35–20 |                                                   |                                                   |  | Thomas & Mack Center, Paradise, Nevada Arbitres : John Conley, Danielle Scott, Clare Aubry | ESPN2 |
| 5 juillet | Boxscore | Landale 25 Landale 10 Bryant 8                     | Points Rebonds Passes d.                          | Shayok 19 Koumadje, Pelle 7 Milton 7              |  | Thomas & Mack Center, Paradise, Nevada Arbitres : John Conley, Danielle Scott, Clare Aubry | ESPN2 |

| 5 juillet | Boxscore | Timberwolves du Minnesota 85, Cavaliers de Cleveland 75 | Timberwolves du Minnesota 85, Cavaliers de Cleveland 75 | Timberwolves du Minnesota 85, Cavaliers de Cleveland 75 |  | Cox Pavilion, Paradise, Nevada Arbitres : Nate Green, Chance Moore, Teresa Stuck | NBA TV |
| 5 juillet | Boxscore | Score par quart-temps : 18–21, 17–25, 29–14, 21–15      |                                                         |                                                         |  | Cox Pavilion, Paradise, Nevada Arbitres : Nate Green, Chance Moore, Teresa Stuck | NBA TV |
| 5 juillet | Boxscore | Bates-Diop 17 Martin 11 Okogie 4                        | Points Rebonds Passes d.                                | Windler 15 Windler 8 Mitrou-Long 6                      |  | Cox Pavilion, Paradise, Nevada Arbitres : Nate Green, Chance Moore, Teresa Stuck | NBA TV |

| 5 juillet | Boxscore | Heat de Miami 103, Chine 62                        | Heat de Miami 103, Chine 62 | Heat de Miami 103, Chine 62  |  | Thomas & Mack Center, Paradise, Nevada Arbitres : Jenna Schroeder, Angelica Suffren, Cheryl Flores | ESPNU |
| 5 juillet | Boxscore | Score par quart-temps : 27–13, 32–12, 29–19, 15–18 |                             |                              |  | Thomas & Mack Center, Paradise, Nevada Arbitres : Jenna Schroeder, Angelica Suffren, Cheryl Flores | ESPNU |
| 5 juillet | Boxscore | Herro 23 Silva 10 Nunn, Herro 4                    | Points Rebonds Passes d.    | Wang 12 Wang 14 Fang, Wang 2 |  | Thomas & Mack Center, Paradise, Nevada Arbitres : Jenna Schroeder, Angelica Suffren, Cheryl Flores | ESPNU |

| 5 juillet | Boxscore | Mavericks de Dallas 96, Nets de Brooklyn 92        | Mavericks de Dallas 96, Nets de Brooklyn 92 | Mavericks de Dallas 96, Nets de Brooklyn 92 |  | Cox Pavilion, Paradise, Nevada Arbitres : John Butler, Dannica Mosher, Omar Bermudez | NBA TV |
| 5 juillet | Boxscore | Score par quart-temps : 23–20, 27–19, 25–34, 21–19 |                                             |                                             |  | Cox Pavilion, Paradise, Nevada Arbitres : John Butler, Dannica Mosher, Omar Bermudez | NBA TV |
| 5 juillet | Boxscore | Cleveland 22 Baba 6 Reaves 5                       | Points Rebonds Passes d.                    | Allen 19 Allen, Hands 8 Pinson 6            |  | Cox Pavilion, Paradise, Nevada Arbitres : John Butler, Dannica Mosher, Omar Bermudez | NBA TV |

| 5 juillet | Boxscore | Lakers de Los Angeles 76, Bulls de Chicago 96      | Lakers de Los Angeles 76, Bulls de Chicago 96 | Lakers de Los Angeles 76, Bulls de Chicago 96 |  | Thomas & Mack Center, Paradise, Nevada Arbitres : Charles Watson, Kelly Broomfield, Intae Hwang | ESPN |
| 5 juillet | Boxscore | Score par quart-temps : 14–29, 26–21, 23–20, 13–26 |                                               |                                               |  | Thomas & Mack Center, Paradise, Nevada Arbitres : Charles Watson, Kelly Broomfield, Intae Hwang | ESPN |
| 5 juillet | Boxscore | Norvell Jr. 15 Cacok 10 Norvell Jr. 5              | Points Rebonds Passes d.                      | Gafford 21 Gafford 10 Lemon Jr. 5             |  | Thomas & Mack Center, Paradise, Nevada Arbitres : Charles Watson, Kelly Broomfield, Intae Hwang | ESPN |

| 5 juillet | Boxscore | Hornets de Charlotte 93, Warriors de Golden State 85 | Hornets de Charlotte 93, Warriors de Golden State 85 | Hornets de Charlotte 93, Warriors de Golden State 85 |  | Cox Pavilion, Paradise, Nevada Arbitres : Kevin Fahy, Ashley Gilpin, Ken Jones | NBA TV |
| 5 juillet | Boxscore | Score par quart-temps : 29–27, 18–21, 18–19, 28–18   |                                                      |                                                      |  | Cox Pavilion, Paradise, Nevada Arbitres : Kevin Fahy, Ashley Gilpin, Ken Jones | NBA TV |
| 5 juillet | Boxscore | Bacon 25 Meeks 8 Hicks 5                             | Points Rebonds Passes d.                             | Poole 15 Smailagić 7 Evans 6                         |  | Cox Pavilion, Paradise, Nevada Arbitres : Kevin Fahy, Ashley Gilpin, Ken Jones | NBA TV |

| 5 juillet | Boxscore | Knicks de New York 74, Pelicans de La Nouvelle-Orléans 80 | Knicks de New York 74, Pelicans de La Nouvelle-Orléans 80 | Knicks de New York 74, Pelicans de La Nouvelle-Orléans 80 |  | Thomas & Mack Center, Paradise, Nevada Arbitres : Suyash Mehta, Toni Patillo, Lauren Niemiera | ESPN |
| 5 juillet | Boxscore | Score par quart-temps : 32–23, 24–26, 13–31, 5–0          |                                                           |                                                           |  | Thomas & Mack Center, Paradise, Nevada Arbitres : Suyash Mehta, Toni Patillo, Lauren Niemiera | ESPN |
| 5 juillet | Boxscore | Match arrêté à cause d'un tremblement de terre.           |                                                           |                                                           |  | Thomas & Mack Center, Paradise, Nevada Arbitres : Suyash Mehta, Toni Patillo, Lauren Niemiera | ESPN |
| 5 juillet | Boxscore | Trier 21 Robinson 10 Trier 4                              | Points Rebonds Passes d.                                  | Jackson 30 Bigby-Williams 10 Williams 6                   |  | Thomas & Mack Center, Paradise, Nevada Arbitres : Suyash Mehta, Toni Patillo, Lauren Niemiera | ESPN |

| 5 juillet | Boxscore | Magic d'Orlando 75, Spurs de San Antonio 59      | Magic d'Orlando 75, Spurs de San Antonio 59 | Magic d'Orlando 75, Spurs de San Antonio 59 |  | Cox Pavilion, Paradise, Nevada Arbitres : Andy Nagy, Issac Barnett, Stacie Blow | NBA TV |
| 5 juillet | Boxscore | Score par quart-temps : 30–17, 29–20, 16–22, 0–0 |                                             |                                             |  | Cox Pavilion, Paradise, Nevada Arbitres : Andy Nagy, Issac Barnett, Stacie Blow | NBA TV |
| 5 juillet | Boxscore | Match arrêté à cause d'un tremblement de terre   |                                             |                                             |  | Cox Pavilion, Paradise, Nevada Arbitres : Andy Nagy, Issac Barnett, Stacie Blow | NBA TV |
| 5 juillet | Boxscore | McCree 16 Davis 6 Gaddy 5                        | Points Rebonds Passes d.                    | Walker IV 28 Moore 6 Magette 5              |  | Cox Pavilion, Paradise, Nevada Arbitres : Andy Nagy, Issac Barnett, Stacie Blow | NBA TV |

| 5 juillet |                                                | Suns de Phoenix vs. Nuggets de Denver | Suns de Phoenix vs. Nuggets de Denver | Suns de Phoenix vs. Nuggets de Denver |  | Thomas & Mack Center, Paradise, Nevada | ESPN |
| 5 juillet | Match annulé à cause d'un tremblement de terre |                                       |                                       |                                       |  | Thomas & Mack Center, Paradise, Nevada | ESPN |

#### Jour 2
| 6 juillet | Boxscore | Thunder d'Oklahoma City 66, Jazz de l'Utah 78      | Thunder d'Oklahoma City 66, Jazz de l'Utah 78 | Thunder d'Oklahoma City 66, Jazz de l'Utah 78 |  | Cox Pavilion, Paradise, Nevada Arbitres : William Mensah, Jason Goldenberg, Stephanie Barksdale | NBA TV |
| 6 juillet | Boxscore | Score par quart-temps : 15–20, 14–18, 21–23, 16–17 |                                               |                                               |  | Cox Pavilion, Paradise, Nevada Arbitres : William Mensah, Jason Goldenberg, Stephanie Barksdale | NBA TV |
| 6 juillet | Boxscore | Diallo 20 Hervey 12 Grantham , Evans 3             | Points Rebonds Passes d.                      | Bradley 19 Bradley 14 3 joueurs 3             |  | Cox Pavilion, Paradise, Nevada Arbitres : William Mensah, Jason Goldenberg, Stephanie Barksdale | NBA TV |

| 6 juillet | Boxscore | Trail Blazers de Portland 73, Pistons de Détroit 93 | Trail Blazers de Portland 73, Pistons de Détroit 93 | Trail Blazers de Portland 73, Pistons de Détroit 93 |  | Thomas & Mack Center, Paradise, Nevada Arbitres : John Conley, Simone Jelks, Wojtek Liszka | ESPNU |
| 6 juillet | Boxscore | Score par quart-temps : 19–33, 24–17, 14–18, 16–25  |                                                     |                                                     |  | Thomas & Mack Center, Paradise, Nevada Arbitres : John Conley, Simone Jelks, Wojtek Liszka | ESPNU |
| 6 juillet | Boxscore | Simons 15 Robinson 10 Auguste 2                     | Points Rebonds Passes d.                            | Mykhaïliouk 18 Hall, Costello 8 Brown 10            |  | Thomas & Mack Center, Paradise, Nevada Arbitres : John Conley, Simone Jelks, Wojtek Liszka | ESPNU |

| 6 juillet | Boxscore | Hawks d'Atlanta 83, Bucks de Milwaukee 89          | Hawks d'Atlanta 83, Bucks de Milwaukee 89 | Hawks d'Atlanta 83, Bucks de Milwaukee 89 |  | Cox Pavilion, Paradise, Nevada Arbitres : Nate Green, Jamahl Ralls, Biniam Maru | NBA TV |
| 6 juillet | Boxscore | Score par quart-temps : 27–24, 26–17, 15–21, 15–27 |                                           |                                           |  | Cox Pavilion, Paradise, Nevada Arbitres : Nate Green, Jamahl Ralls, Biniam Maru | NBA TV |
| 6 juillet | Boxscore | Sibert 20 Spellman 8 Mooney 4                      | Points Rebonds Passes d.                  | Colson 18 Landale, Hamilton 8 Farrell 7   |  | Cox Pavilion, Paradise, Nevada Arbitres : Nate Green, Jamahl Ralls, Biniam Maru | NBA TV |

| 6 juillet | Boxscore | Celtics de Boston 96, 76ers de Philadelphie 82     | Celtics de Boston 96, 76ers de Philadelphie 82 | Celtics de Boston 96, 76ers de Philadelphie 82 |  | Thomas & Mack Center, Paradise, Nevada Arbitres : Ryan Jones, Jaston Carter, Jenna Schroeder | ESPN |
| 6 juillet | Boxscore | Score par quart-temps : 28–22, 30–29, 20–13, 18–18 |                                                |                                                |  | Thomas & Mack Center, Paradise, Nevada Arbitres : Ryan Jones, Jaston Carter, Jenna Schroeder | ESPN |
| 6 juillet | Boxscore | Edwards 20 Williams III 9 Green , Ray 3            | Points Rebonds Passes d.                       | Thybulle 15 Pelle 13 Milton 6                  |  | Thomas & Mack Center, Paradise, Nevada Arbitres : Ryan Jones, Jaston Carter, Jenna Schroeder | ESPN |

| 6 juillet | Boxscore | Grizzlies de Memphis 101, Pacers de l'Indiana 75   | Grizzlies de Memphis 101, Pacers de l'Indiana 75 | Grizzlies de Memphis 101, Pacers de l'Indiana 75 |  | Cox Pavilion, Paradise, Nevada Arbitres : Demoya Williams, John Butler, Ryan Sassano | NBA TV |
| 6 juillet | Boxscore | Score par quart-temps : 26–18, 23–20, 21–22, 31–15 |                                                  |                                                  |  | Cox Pavilion, Paradise, Nevada Arbitres : Demoya Williams, John Butler, Ryan Sassano | NBA TV |
| 6 juillet | Boxscore | Caboclo 19 Lawson 12 5 joueurs 3                   | Points Rebonds Passes d.                         | Holiday 24 Johnson 6 Holiday 5                   |  | Cox Pavilion, Paradise, Nevada Arbitres : Demoya Williams, John Butler, Ryan Sassano | NBA TV |

| 6 juillet | Boxscore | Clippers de Los Angeles 93, Lakers de Los Angeles 87 | Clippers de Los Angeles 93, Lakers de Los Angeles 87 | Clippers de Los Angeles 93, Lakers de Los Angeles 87 |  | Thomas & Mack Center, Paradise, Nevada Arbitres : Kristyne Esparza, Suyash Mehta, Mbaye Seye | ESPNU |
| 6 juillet | Boxscore | Score par quart-temps : 32–15, 14–22, 22–28, 25–22   |                                                      |                                                      |  | Thomas & Mack Center, Paradise, Nevada Arbitres : Kristyne Esparza, Suyash Mehta, Mbaye Seye | ESPNU |
| 6 juillet | Boxscore | Kabengele 21 Kabengele 10 Michineau 5                | Points Rebonds Passes d.                             | Cacok, Young 17 Perkins 9 Miller-McIntyre, Howard 4  |  | Thomas & Mack Center, Paradise, Nevada Arbitres : Kristyne Esparza, Suyash Mehta, Mbaye Seye | ESPNU |

| 6 juillet | Boxscore | Mavericks de Dallas 113, Rockets de Houston 81     | Mavericks de Dallas 113, Rockets de Houston 81 | Mavericks de Dallas 113, Rockets de Houston 81 |  | Cox Pavilion, Paradise, Nevada Arbitres : Greg Dandridge, Sha'Rae Mitchell, Kevin Fahy | NBA TV |
| 6 juillet | Boxscore | Score par quart-temps : 32–19, 27–19, 25–20, 29–23 |                                                |                                                |  | Cox Pavilion, Paradise, Nevada Arbitres : Greg Dandridge, Sha'Rae Mitchell, Kevin Fahy | NBA TV |
| 6 juillet | Boxscore | Macon 16 Payne 8 Payne 6                           | Points Rebonds Passes d.                       | Clemons 25 Hartenstein 13 Chiozza 5            |  | Cox Pavilion, Paradise, Nevada Arbitres : Greg Dandridge, Sha'Rae Mitchell, Kevin Fahy | NBA TV |

| 6 juillet | Boxscore | Pelicans de La Nouvelle-Orléans 79, Wizards de Washington 84 | Pelicans de La Nouvelle-Orléans 79, Wizards de Washington 84 | Pelicans de La Nouvelle-Orléans 79, Wizards de Washington 84 |  | Thomas & Mack Center, Paradise, Nevada Arbitres : Alexis Mercado, Brandon Schwab, Josh Wilson | ESPN |
| 6 juillet | Boxscore | Score par quart-temps : 17–17, 20–22, 15–26, 27–19           |                                                              |                                                              |  | Thomas & Mack Center, Paradise, Nevada Arbitres : Alexis Mercado, Brandon Schwab, Josh Wilson | ESPN |
| 6 juillet | Boxscore | Bluiett 23 Bigby-Williams 14 Perrantes 7                     | Points Rebonds Passes d.                                     | Brown Jr. 18 Brown Jr. 15 Caupain 4                          |  | Thomas & Mack Center, Paradise, Nevada Arbitres : Alexis Mercado, Brandon Schwab, Josh Wilson | ESPN |

| 6 juillet | Boxscore | Chine 77, Kings de Sacramento 94                   | Chine 77, Kings de Sacramento 94 | Chine 77, Kings de Sacramento 94 |  | Cox Pavilion, Paradise, Nevada Arbitres : Andy Nagy, Jake Ryan, Luis Migues Castillo | NBA TV |
| 6 juillet | Boxscore | Score par quart-temps : 17–24, 21–26, 20–27, 19–17 |                                  |                                  |  | Cox Pavilion, Paradise, Nevada Arbitres : Andy Nagy, Jake Ryan, Luis Migues Castillo | NBA TV |
| 6 juillet | Boxscore | Guo 20 Zhou 9 Zhao, Guo 5                          | Points Rebonds Passes d.         | Guy 21 Mika 7 Guy, Christon 5    |  | Cox Pavilion, Paradise, Nevada Arbitres : Andy Nagy, Jake Ryan, Luis Migues Castillo | NBA TV |

| 7 juillet | Boxscore | Raptors de Toronto 71, Warriors de Golden State 80 | Raptors de Toronto 71, Warriors de Golden State 80 | Raptors de Toronto 71, Warriors de Golden State 80 |  | Thomas & Mack Center, Paradise, Nevada Arbitres : Robert Hussey, Matt Rafferty, Pat O'Connell | ESPN |
| 7 juillet | Boxscore | Score par quart-temps : 22–19, 16–12, 7–28, 26–21  |                                                    |                                                    |  | Thomas & Mack Center, Paradise, Nevada Arbitres : Robert Hussey, Matt Rafferty, Pat O'Connell | ESPN |
| 7 juillet | Boxscore | Boucher 22 Boucher 13 3 joueurs 3                  | Points Rebonds Passes d.                           | Evans 24 Evans, Smailagić 8 Evans, Bowman 4        |  | Thomas & Mack Center, Paradise, Nevada Arbitres : Robert Hussey, Matt Rafferty, Pat O'Connell | ESPN |

#### Jour 3
| 7 juillet | Boxscore | Spurs de San Antonio 106, Hornets de Charlotte 96           | Spurs de San Antonio 106, Hornets de Charlotte 96 | Spurs de San Antonio 106, Hornets de Charlotte 96 |  | Thomas & Mack Center, Paradise, Nevada Arbitres : Evan Scott, Danielle Scott, Julien Scott | ESPN2 |
| 7 juillet | Boxscore | Score par quart-temps : 26–23, 26–22, 22–25, 32–26          |                                                   |                                                   |  | Thomas & Mack Center, Paradise, Nevada Arbitres : Evan Scott, Danielle Scott, Julien Scott | ESPN2 |
| 7 juillet | Boxscore | Weatherspoon, Johnson 19 Ben Moore 8 Magette, Robinson Jr 4 | Points Rebonds Passes d.                          | Bridges 23 Bridges, Meeks 7 Graham, Perkins 5     |  | Thomas & Mack Center, Paradise, Nevada Arbitres : Evan Scott, Danielle Scott, Julien Scott | ESPN2 |

| 7 juillet | Boxscore | Nets de Brooklyn 74, Croatie 58                    | Nets de Brooklyn 74, Croatie 58 | Nets de Brooklyn 74, Croatie 58 |  | Cox Pavilion, Paradise, Nevada Arbitres : JB DeRosa, Jacob Barnett, Hortencia Sanchez-Carrizates | NBA TV |
| 7 juillet | Boxscore | Score par quart-temps : 21–14, 16–19, 17–15, 20–10 |                                 |                                 |  | Cox Pavilion, Paradise, Nevada Arbitres : JB DeRosa, Jacob Barnett, Hortencia Sanchez-Carrizates | NBA TV |
| 7 juillet | Boxscore | Kurucs, Musa 15 Allen 7 Gray 5                     | Points Rebonds Passes d.        | Vranković 12 Šakić 11 Babić 7   |  | Cox Pavilion, Paradise, Nevada Arbitres : JB DeRosa, Jacob Barnett, Hortencia Sanchez-Carrizates | NBA TV |

| 7 juillet | Boxscore | Timberwolves du Minnesota 90, Hawks d'Atlanta 66   | Timberwolves du Minnesota 90, Hawks d'Atlanta 66 | Timberwolves du Minnesota 90, Hawks d'Atlanta 66 |  | Thomas & Mack Center, Paradise, Nevada Arbitres : Phenizee Ransom, Natalie Sago, Intae Hwang | ESPN2 |
| 7 juillet | Boxscore | Score par quart-temps : 32–19, 20–18, 13–14, 25–15 |                                                  |                                                  |  | Thomas & Mack Center, Paradise, Nevada Arbitres : Phenizee Ransom, Natalie Sago, Intae Hwang | ESPN2 |
| 7 juillet | Boxscore | Okogie 15 Bates-Diop 11 McLaughlin 5               | Points Rebonds Passes d.                         | Spellman 16 Spellman 8 Mooney 3                  |  | Thomas & Mack Center, Paradise, Nevada Arbitres : Phenizee Ransom, Natalie Sago, Intae Hwang | ESPN2 |

| 7 juillet | Boxscore | Nuggets de Denver 84, Magic d'Orlando 79           | Nuggets de Denver 84, Magic d'Orlando 79 | Nuggets de Denver 84, Magic d'Orlando 79 |  | Cox Pavilion, Paradise, Nevada Arbitres : Jonathan Sterling, Tommy Morrissey, Kelly Broomfield | NBA TV |
| 7 juillet | Boxscore | Score par quart-temps : 24–17, 20–19, 15–18, 25–25 |                                          |                                          |  | Cox Pavilion, Paradise, Nevada Arbitres : Jonathan Sterling, Tommy Morrissey, Kelly Broomfield | NBA TV |
| 7 juillet | Boxscore | Davis 22 Vanderbilt 7 Goodwin 7                    | Points Rebonds Passes d.                 | McCree 17 Jefferson 7 Gaddy 4            |  | Cox Pavilion, Paradise, Nevada Arbitres : Jonathan Sterling, Tommy Morrissey, Kelly Broomfield | NBA TV |

| 7 juillet | Boxscore | Bulls de Chicago 75, Cavaliers de Cleveland 82     | Bulls de Chicago 75, Cavaliers de Cleveland 82 | Bulls de Chicago 75, Cavaliers de Cleveland 82   |  | Thomas & Mack Center, Paradise, Nevada Arbitres : Jacyn Goble, Toni Patillo, Julian McFadden | ESPN |
| 7 juillet | Boxscore | Score par quart-temps : 19–21, 17–19, 22–23, 17–19 |                                                |                                                  |  | Thomas & Mack Center, Paradise, Nevada Arbitres : Jacyn Goble, Toni Patillo, Julian McFadden | ESPN |
| 7 juillet | Boxscore | Mulder 19 Gafford 8 White 5                        | Points Rebonds Passes d.                       | Mitrou-Long 21 Wade, Lawrence II 6 Mitrou-Long 8 |  | Thomas & Mack Center, Paradise, Nevada Arbitres : Jacyn Goble, Toni Patillo, Julian McFadden | ESPN |

| 7 juillet | <Boxscore | Jazz de l'Utah 81, Heat de Miami 93                | Jazz de l'Utah 81, Heat de Miami 93 | Jazz de l'Utah 81, Heat de Miami 93 |  | Cox Pavilion, Paradise, Nevada Arbitres : Issac Barnett, Brandon Adair, Marcelyn Williams | NBA TV |
| 7 juillet | <Boxscore | Score par quart-temps : 17–19, 17–29, 20–18, 27–27 |                                     |                                     |  | Cox Pavilion, Paradise, Nevada Arbitres : Issac Barnett, Brandon Adair, Marcelyn Williams | NBA TV |
| 7 juillet | <Boxscore | Reed 14 Reed 12 Wright-Foreman, Ferrari 4          | Points Rebonds Passes d.            | Nunn 22 Robinson 10 Nunn 8          |  | Cox Pavilion, Paradise, Nevada Arbitres : Issac Barnett, Brandon Adair, Marcelyn Williams | NBA TV |

| 7 juillet | Boxscore | Knicks de New York 100, Suns de Phoenix 105                             | Knicks de New York 100, Suns de Phoenix 105 | Knicks de New York 100, Suns de Phoenix 105 | OT | Thomas & Mack Center, Paradise, Nevada Arbitres : Jeff Wooten, Ray Acosta, Teresa Stuck | ESPN |
| 7 juillet | Boxscore | Score par quart-temps : 30–28, 27–17, 19–26, 20–25 ; prolongation : 4–9 |                                             |                                             | OT | Thomas & Mack Center, Paradise, Nevada Arbitres : Jeff Wooten, Ray Acosta, Teresa Stuck | ESPN |
| 7 juillet | Boxscore | Brazdeikis 30 Barrett 10 Allen 6                                        | Points Rebonds Passes d.                    | Palmer Jr. 23 Nnoko 11 Harper 4             | OT | Thomas & Mack Center, Paradise, Nevada Arbitres : Jeff Wooten, Ray Acosta, Teresa Stuck | ESPN |

| 7 juillet | Boxscore | Rockets de Houston 87, Trail Blazers de Portland 97       | Rockets de Houston 87, Trail Blazers de Portland 97 | Rockets de Houston 87, Trail Blazers de Portland 97 |  | Cox Pavilion, Paradise, Nevada Arbitres : Randy Richardson, Ryan Sassano, Ashley Moyer-Gleich | NBA TV |
| 7 juillet | Boxscore | Score par quart-temps : 23–29, 17–27, 26–19, 21–22        |                                                     |                                                     |  | Cox Pavilion, Paradise, Nevada Arbitres : Randy Richardson, Ryan Sassano, Ashley Moyer-Gleich | NBA TV |
| 7 juillet | Boxscore | Hartenstein, Clemons 22 Hartenstein, Williams 6 Chiozza 4 | Points Rebonds Passes d.                            | Trent Jr. 31 Trent Jr. 6 Trent Jr. 5                |  | Cox Pavilion, Paradise, Nevada Arbitres : Randy Richardson, Ryan Sassano, Ashley Moyer-Gleich | NBA TV |

| 7 juillet | Boxscore | Grizzlies de Memphis 87, Clippers de Los Angeles 75 | Grizzlies de Memphis 87, Clippers de Los Angeles 75 | Grizzlies de Memphis 87, Clippers de Los Angeles 75 |  | Thomas & Mack Center, Paradise, Nevada Arbitres : Aaron Smith, Karleena Tobin, Kelsey Reynolds | ESPN2 |
| 7 juillet | Boxscore | Score par quart-temps : 19–8, 19–29, 25–15, 24–23   |                                                     |                                                     |  | Thomas & Mack Center, Paradise, Nevada Arbitres : Aaron Smith, Karleena Tobin, Kelsey Reynolds | ESPN2 |
| 7 juillet | Boxscore | Allen, Clarke 17 Konchar 8 Konchar 4                | Points Rebonds Passes d.                            | Kabengele 19 Mann 14 Mann 4                         |  | Thomas & Mack Center, Paradise, Nevada Arbitres : Aaron Smith, Karleena Tobin, Kelsey Reynolds | ESPN2 |

#### Jour 4
| 8 juillet | Boxscore | Thunder d'Oklahoma City 84, 76ers de Philadelphie 81                    | Thunder d'Oklahoma City 84, 76ers de Philadelphie 81 | Thunder d'Oklahoma City 84, 76ers de Philadelphie 81 | OT | Cox Pavilion, Paradise, Nevada Arbitres : Tyler Ford, Alexis Mercado, Nick Heater | ESPNU |
| 8 juillet | Boxscore | Score par quart-temps : 27–11, 25–15, 13–28, 16–27 ; prolongation : 3–0 |                                                      |                                                      | OT | Cox Pavilion, Paradise, Nevada Arbitres : Tyler Ford, Alexis Mercado, Nick Heater | ESPNU |
| 8 juillet | Boxscore | Hervey 17 Hervey 17 Evans 5                                             | Points Rebonds Passes d.                             | Smith 18 Jones 16 Dozier 4                           | OT | Cox Pavilion, Paradise, Nevada Arbitres : Tyler Ford, Alexis Mercado, Nick Heater | ESPNU |

| 8 juillet | Boxscore | Kings de Sacramento 105, Mavericks de Dallas 101   | Kings de Sacramento 105, Mavericks de Dallas 101 | Kings de Sacramento 105, Mavericks de Dallas 101 |  | Thomas & Mack Center, Paradise, Nevada Arbitres : John Butler, Demoya Williams, Josh Wilson | NBA TV |
| 8 juillet | Boxscore | Score par quart-temps : 22–29, 25–30, 29–18, 29–24 |                                                  |                                                  |  | Thomas & Mack Center, Paradise, Nevada Arbitres : John Butler, Demoya Williams, Josh Wilson | NBA TV |
| 8 juillet | Boxscore | Doyle 22 Christon 9 Christon 8                     | Points Rebonds Passes d.                         | Payne 32 Reaves 10 3 joueurs 3                   |  | Thomas & Mack Center, Paradise, Nevada Arbitres : John Butler, Demoya Williams, Josh Wilson | NBA TV |

| 8 juillet | Boxscore | Pacers de l'Indiana 84, Pistons de Détroit 102     | Pacers de l'Indiana 84, Pistons de Détroit 102 | Pacers de l'Indiana 84, Pistons de Détroit 102         |  | Cox Pavilion, Paradise, Nevada Arbitres : Mitchell Ervin, Angelica Suffren, Mbaye Seye | ESPNU |
| 8 juillet | Boxscore | Score par quart-temps : 18–16, 17–30, 25–26, 24–30 |                                                |                                                        |  | Cox Pavilion, Paradise, Nevada Arbitres : Mitchell Ervin, Angelica Suffren, Mbaye Seye | ESPNU |
| 8 juillet | Boxscore | Holiday 20 Johnson 10 Bowen II 5                   | Points Rebonds Passes d.                       | Matt Costello 20 Brown Jr. 10 Brown Jr., Mykhaïliouk 6 |  | Cox Pavilion, Paradise, Nevada Arbitres : Mitchell Ervin, Angelica Suffren, Mbaye Seye | ESPNU |

| 8 juillet | Boxscore | Wizards de Washington 85, Nets de Brooklyn 88      | Wizards de Washington 85, Nets de Brooklyn 88 | Wizards de Washington 85, Nets de Brooklyn 88 |  | Thomas & Mack Center, Paradise, Nevada Arbitres : Kevin Fahy, Nate Anderson, Brandon Schwab | NBA TV |
| 8 juillet | Boxscore | Score par quart-temps : 17–19, 23–14, 22–34, 23–21 |                                               |                                               |  | Thomas & Mack Center, Paradise, Nevada Arbitres : Kevin Fahy, Nate Anderson, Brandon Schwab | NBA TV |
| 8 juillet | Boxscore | Hachimura 19 Brown Jr. 9 Caupain 7                 | Points Rebonds Passes d.                      | Gray 19 Brimah, Gray 8 Musa 5                 |  | Thomas & Mack Center, Paradise, Nevada Arbitres : Kevin Fahy, Nate Anderson, Brandon Schwab | NBA TV |

| 8 juillet | Boxscore | Spurs de San Antonio 93, Raptors de Toronto 90     | Spurs de San Antonio 93, Raptors de Toronto 90 | Spurs de San Antonio 93, Raptors de Toronto 90 |  | Cox Pavilion, Paradise, Nevada Arbitres : Gediminas Petraitis, Dannica Mosher, Wojtek Liszka | ESPNU |
| 8 juillet | Boxscore | Score par quart-temps : 30–21, 28–18, 25–20, 10–31 |                                                |                                                |  | Cox Pavilion, Paradise, Nevada Arbitres : Gediminas Petraitis, Dannica Mosher, Wojtek Liszka | ESPNU |
| 8 juillet | Boxscore | Walker 32 Eubanks, Robinson Moore 5                | Points Rebonds Passes d.                       | Loyd 27 Boucher 12 Loyd 7                      |  | Cox Pavilion, Paradise, Nevada Arbitres : Gediminas Petraitis, Dannica Mosher, Wojtek Liszka | ESPNU |

| 8 juillet | Boxscore | Cavaliers de Cleveland 72, Celtics de Boston 89    | Cavaliers de Cleveland 72, Celtics de Boston 89 | Cavaliers de Cleveland 72, Celtics de Boston 89 |  | Thomas & Mack Center, Paradise, Nevada Arbitres : Andy Nagy, Bharat Ramnanan, Karleena Tobin | NBA TV |
| 8 juillet | Boxscore | Score par quart-temps : 17–30, 20–21, 25–18, 10–20 |                                                 |                                                 |  | Thomas & Mack Center, Paradise, Nevada Arbitres : Andy Nagy, Bharat Ramnanan, Karleena Tobin | NBA TV |
| 8 juillet | Boxscore | Mitrou-Long 13 Bolden 7 Mitrou-Long 6              | Points Rebonds Passes d.                        | Edwards 14 Okoye 8 Waters 5                     |  | Thomas & Mack Center, Paradise, Nevada Arbitres : Andy Nagy, Bharat Ramnanan, Karleena Tobin | NBA TV |

| 8 juillet | Boxscore | Bucks de Milwaukee 91, Timberwolves du Minnesota 100 | Bucks de Milwaukee 91, Timberwolves du Minnesota 100 | Bucks de Milwaukee 91, Timberwolves du Minnesota 100 |  | Cox Pavilion, Paradise, Nevada Arbitres : Ryan Jones, Tyler Ricks, Evan Scott | ESPNU |
| 8 juillet | Boxscore | Score par quart-temps : 16–26, 22–21, 24–25, 29–28   |                                                      |                                                      |  | Cox Pavilion, Paradise, Nevada Arbitres : Ryan Jones, Tyler Ricks, Evan Scott | ESPNU |
| 8 juillet | Boxscore | Bryant 31 Landale 8 Farrell 4                        | Points Rebonds Passes d.                             | Creek 18 Martin 9 3 joueurs 3                        |  | Cox Pavilion, Paradise, Nevada Arbitres : Ryan Jones, Tyler Ricks, Evan Scott | ESPNU |

| 8 juillet | Boxscore | Pelicans de La Nouvelle-Orléans 109, Bulls de Chicago 72 | Pelicans de La Nouvelle-Orléans 109, Bulls de Chicago 72 | Pelicans de La Nouvelle-Orléans 109, Bulls de Chicago 72 |  | Thomas & Mack Center, Paradise, Nevada Arbitres : Andy Nagy, Jemel Spearman, David Walker | NBA TV |
| 8 juillet | Boxscore | Score par quart-temps : 27–15, 30–20, 21–21, 31–16       |                                                          |                                                          |  | Thomas & Mack Center, Paradise, Nevada Arbitres : Andy Nagy, Jemel Spearman, David Walker | NBA TV |
| 8 juillet | Boxscore | Hayes 28 Williams 13 Alexander-Walker 8                  | Points Rebonds Passes d.                                 | White 25 Gafford 8 White 3                               |  | Thomas & Mack Center, Paradise, Nevada Arbitres : Andy Nagy, Jemel Spearman, David Walker | NBA TV |

| 8 juillet | Boxscore | Chine 84, Hornets de Charlotte 80                  | Chine 84, Hornets de Charlotte 80 | Chine 84, Hornets de Charlotte 80 |  | Cox Pavilion, Paradise, Nevada Arbitres : Luis Migues Castillo, Cheryl Flores, Nate Green | ESPNU |
| 8 juillet | Boxscore | Score par quart-temps : 21–18, 24–20, 21–18, 18–24 |                                   |                                   |  | Cox Pavilion, Paradise, Nevada Arbitres : Luis Migues Castillo, Cheryl Flores, Nate Green | ESPNU |
| 8 juillet | Boxscore | Zhou 17 Zhou 9 Fang 6                              | Points Rebonds Passes d.          | Kulboka 18 Martin 7 Chealey 6     |  | Cox Pavilion, Paradise, Nevada Arbitres : Luis Migues Castillo, Cheryl Flores, Nate Green | ESPNU |

| 8 juillet | Boxscore | Warriors de Golden State 88, Lakers de Los Angeles 80 | Warriors de Golden State 88, Lakers de Los Angeles 80 | Warriors de Golden State 88, Lakers de Los Angeles 80 |  | Thomas & Mack Center, Paradise, Nevada Arbitres : Jaston Carter, Jenna Schroeder, Paul Tuomey | NBA TV |
| 8 juillet | Boxscore | Score par quart-temps : 17–24, 29–13, 16–17, 26–26    |                                                       |                                                       |  | Thomas & Mack Center, Paradise, Nevada Arbitres : Jaston Carter, Jenna Schroeder, Paul Tuomey | NBA TV |
| 8 juillet | Boxscore | Poole 23 Lawson 7 Evans 8                             | Points Rebonds Passes d.                              | Caroline 27 Miller-McIntyre 10 Miller-McIntyre 10     |  | Thomas & Mack Center, Paradise, Nevada Arbitres : Jaston Carter, Jenna Schroeder, Paul Tuomey | NBA TV |

#### Jour 5
| 9 juillet | Boxscore | Croatie 76, Thunder d'Oklahoma City 84            | Croatie 76, Thunder d'Oklahoma City 84 | Croatie 76, Thunder d'Oklahoma City 84         |  | Thomas & Mack Center, Paradise, Nevada Arbitres : Aaron Smith, Ashley Gilpin, Alexis Mercado | NBA TV |
| 9 juillet | Boxscore | Score par quart-temps : 27–25, 18–23, 24–11, 7–25 |                                        |                                                |  | Thomas & Mack Center, Paradise, Nevada Arbitres : Aaron Smith, Ashley Gilpin, Alexis Mercado | NBA TV |
| 9 juillet | Boxscore | Čakarun 13 Šakić 7 Rogić 5                        | Points Rebonds Passes d.               | Hervey 13 Hervey,Bazley 5 Carrington , Evans 5 |  | Thomas & Mack Center, Paradise, Nevada Arbitres : Aaron Smith, Ashley Gilpin, Alexis Mercado | NBA TV |

| 9 juillet | Boxscore | Heat de Miami 96, Magic d'Orlando 92               | Heat de Miami 96, Magic d'Orlando 92 | Heat de Miami 96, Magic d'Orlando 92 |  | Cox Pavilion, Paradise, Nevada Arbitres : Suyash Mehta, Stephanie Barksdale, Intae Hwang | ESPN2 |
| 9 juillet | Boxscore | Score par quart-temps : 22–24, 26–28, 22–16, 26–24 |                                      |                                      |  | Cox Pavilion, Paradise, Nevada Arbitres : Suyash Mehta, Stephanie Barksdale, Intae Hwang | ESPN2 |
| 9 juillet | Boxscore | Herro 25 Maten 13 Nunn 8                           | Points Rebonds Passes d.             | Jefferson 24 Jefferson 15 Hill 9     |  | Cox Pavilion, Paradise, Nevada Arbitres : Suyash Mehta, Stephanie Barksdale, Intae Hwang | ESPN2 |

| 9 juillet | Boxscore | Pacers de l'Indiana 67, Hawks d'Atlanta 87         | Pacers de l'Indiana 67, Hawks d'Atlanta 87 | Pacers de l'Indiana 67, Hawks d'Atlanta 87 |  | Thomas & Mack Center, Paradise, Nevada Arbitres : Ashley Moyer-Gleich, Angelica Suffren, Omar Bermudez | NBA TV |
| 9 juillet | Boxscore | Score par quart-temps : 20–14, 17–19, 19–23, 17–25 |                                            |                                            |  | Thomas & Mack Center, Paradise, Nevada Arbitres : Ashley Moyer-Gleich, Angelica Suffren, Omar Bermudez | NBA TV |
| 9 juillet | Boxscore | Johnson 18 Johnson 10 Alston 4                     | Points Rebonds Passes d.                   | Sibert 21 McCall , Ward 7 Adams 5          |  | Thomas & Mack Center, Paradise, Nevada Arbitres : Ashley Moyer-Gleich, Angelica Suffren, Omar Bermudez | NBA TV |

| 9 juillet | Boxscore | Trail Blazers de Portland 93, Jazz de l'Utah 97    | Trail Blazers de Portland 93, Jazz de l'Utah 97 | Trail Blazers de Portland 93, Jazz de l'Utah 97 |  | Cox Pavilion, Paradise, Nevada Arbitres : Robert Hussey, Tommy Morrissey, Lauren Niemiera | ESPN2 |
| 9 juillet | Boxscore | Score par quart-temps : 25–21, 19–22, 26–32, 23–22 |                                                 |                                                 |  | Cox Pavilion, Paradise, Nevada Arbitres : Robert Hussey, Tommy Morrissey, Lauren Niemiera | ESPN2 |
| 9 juillet | Boxscore | Simons 35 Stokes 12 Trent Jr. 5                    | Points Rebonds Passes d.                        | Bradley, McGrew 17 Bradley 7 Cousins 8          |  | Cox Pavilion, Paradise, Nevada Arbitres : Robert Hussey, Tommy Morrissey, Lauren Niemiera | ESPN2 |

| 9 juillet | Boxscore | Suns de Phoenix 69, Grizzlies de Memphis 79        | Suns de Phoenix 69, Grizzlies de Memphis 79 | Suns de Phoenix 69, Grizzlies de Memphis 79 |  | Thomas & Mack Center, Paradise, Nevada Arbitres : Jacyn Goble, Dannica Mosher, Hortencia Sanchez | NBA TV |
| 9 juillet | Boxscore | Score par quart-temps : 17–18, 24-29, 15–17, 13–15 |                                             |                                             |  | Thomas & Mack Center, Paradise, Nevada Arbitres : Jacyn Goble, Dannica Mosher, Hortencia Sanchez | NBA TV |
| 9 juillet | Boxscore | Palmer Jr. 18 Spalding 8 Palmer Jr. 4              | Points Rebonds Passes d.                    | Harvey 19 Rabb 12 Evans 5                   |  | Thomas & Mack Center, Paradise, Nevada Arbitres : Jacyn Goble, Dannica Mosher, Hortencia Sanchez | NBA TV |

| 9 juillet | Boxscore | Nuggets de Denver 82, Celtics de Boston 95         | Nuggets de Denver 82, Celtics de Boston 95 | Nuggets de Denver 82, Celtics de Boston 95 |  | Cox Pavilion, Paradise, Nevada Arbitres : JB DeRosa, Charles Watson, Clare Aubry | ESPN2 |
| 9 juillet | Boxscore | Score par quart-temps : 12–16, 23–26, 27–19, 20–34 |                                            |                                            |  | Cox Pavilion, Paradise, Nevada Arbitres : JB DeRosa, Charles Watson, Clare Aubry | ESPN2 |
| 9 juillet | Boxscore | Goodwin 28 Vanderbilt 12 Goodwin, Sykes 4          | Points Rebonds Passes d.                   | Edwards 23 Onuaku, Williams 8 Waters 5     |  | Cox Pavilion, Paradise, Nevada Arbitres : JB DeRosa, Charles Watson, Clare Aubry | ESPN2 |

| 9 juillet | Boxscore | Knicks de New York 73, Raptors de Toronto 85       | Knicks de New York 73, Raptors de Toronto 85 | Knicks de New York 73, Raptors de Toronto 85 |  | Thomas & Mack Center, Paradise, Nevada Arbitres : Ray Acosta, Ben Stirt, Marcy Williams | NBA TV |
| 9 juillet | Boxscore | Score par quart-temps : 23–19, 11–28, 13–20, 26–18 |                                              |                                              |  | Thomas & Mack Center, Paradise, Nevada Arbitres : Ray Acosta, Ben Stirt, Marcy Williams | NBA TV |
| 9 juillet | Boxscore | Barrett 17 Robinson 14 Barrett 6                   | Points Rebonds Passes d.                     | Boucher 23 Hernandez 11 Loyd 7               |  | Thomas & Mack Center, Paradise, Nevada Arbitres : Ray Acosta, Ben Stirt, Marcy Williams | NBA TV |

| 9 juillet | Boxscore | Kings de Sacramento 92, Rockets de Houston 94      | Kings de Sacramento 92, Rockets de Houston 94 | Kings de Sacramento 92, Rockets de Houston 94 |  | Cox Pavilion, Paradise, Nevada Arbitres : Matt Kallio, Tyler Ricks, Stacie Blow | ESPN2 |
| 9 juillet | Boxscore | Score par quart-temps : 19–19, 23–20, 25–21, 25–34 |                                               |                                               |  | Cox Pavilion, Paradise, Nevada Arbitres : Matt Kallio, Tyler Ricks, Stacie Blow | ESPN2 |
| 9 juillet | Boxscore | Guy 16 Thompson 8 James 4                          | Points Rebonds Passes d.                      | Clark 24 Williams 9 Chiozza 10                |  | Cox Pavilion, Paradise, Nevada Arbitres : Matt Kallio, Tyler Ricks, Stacie Blow | ESPN2 |

| 9 juillet | Boxscore | Clippers de Los Angeles 90, Wizards de Washington 72 | Clippers de Los Angeles 90, Wizards de Washington 72 | Clippers de Los Angeles 90, Wizards de Washington 72 |  | Thomas & Mack Center, Paradise, Nevada Arbitres : Mousa Dagher, Kristyne Esparza, Matt Rafferty | NBA TV |
| 9 juillet | Boxscore | Score par quart-temps : 25–20, 25–19, 16–17, 24–16   |                                                      |                                                      |  | Thomas & Mack Center, Paradise, Nevada Arbitres : Mousa Dagher, Kristyne Esparza, Matt Rafferty | NBA TV |
| 9 juillet | Boxscore | Robinson 17 Mann 11 Mann 9                           | Points Rebonds Passes d.                             | Schofield 16 Wagner 6 Robinson 5                     |  | Thomas & Mack Center, Paradise, Nevada Arbitres : Mousa Dagher, Kristyne Esparza, Matt Rafferty | NBA TV |

#### Jour 6
| 10 juillet | Boxscore | 76ers de Philadelphie 81, Pistons de Détroit 96    | 76ers de Philadelphie 81, Pistons de Détroit 96 | 76ers de Philadelphie 81, Pistons de Détroit 96 |  | Cox Pavilion, Paradise, Nevada Arbitres : Jason Goldenberg, Will Mensah, Wojtek Liszka | NBA TV |
| 10 juillet | Boxscore | Score par quart-temps : 16–23, 27–22, 17–25, 21–26 |                                                 |                                                 |  | Cox Pavilion, Paradise, Nevada Arbitres : Jason Goldenberg, Will Mensah, Wojtek Liszka | NBA TV |
| 10 juillet | Boxscore | Thybulle, Jones 12 Jones 8 Shayok , Dozier 4       | Points Rebonds Passes d.                        | Costello 18 Brown 14 Brown 10                   |  | Cox Pavilion, Paradise, Nevada Arbitres : Jason Goldenberg, Will Mensah, Wojtek Liszka | NBA TV |

| 10 juillet | Boxscore | Croatie 71, Mavericks de Dallas 79                | Croatie 71, Mavericks de Dallas 79 | Croatie 71, Mavericks de Dallas 79 |  | Thomas & Mack Center, Paradise, Nevada Arbitres : Nate Green, Andy Nagy, Ryan Jones | ESPNU |
| 10 juillet | Boxscore | Score par quart-temps : 17–19, 8–22, 21–20, 25–18 |                                    |                                    |  | Thomas & Mack Center, Paradise, Nevada Arbitres : Nate Green, Andy Nagy, Ryan Jones | ESPNU |
| 10 juillet | Boxscore | Rogic 15 Vrankovic 6 Rogic 6                      | Points Rebonds Passes d.           | Whittington 19 Roby 6 Macon 6      |  | Thomas & Mack Center, Paradise, Nevada Arbitres : Nate Green, Andy Nagy, Ryan Jones | ESPNU |

| 10 juillet | Boxscore | Hornets de Charlotte 72, Bulls de Chicago 75       | Hornets de Charlotte 72, Bulls de Chicago 75 | Hornets de Charlotte 72, Bulls de Chicago 75 |  | Cox Pavilion, Paradise, Nevada Arbitres : Jonathan Sterling, Tyler Mirkovich, Luis Migues Castillo | NBA TV |
| 10 juillet | Boxscore | Score par quart-temps : 18–12, 19–18, 22–20, 13–25 |                                              |                                              |  | Cox Pavilion, Paradise, Nevada Arbitres : Jonathan Sterling, Tyler Mirkovich, Luis Migues Castillo | NBA TV |
| 10 juillet | Boxscore | Hicks 15 Hicks 8 Graham 7                          | Points Rebonds Passes d.                     | Gafford 20 Gafford 10 White 5                |  | Cox Pavilion, Paradise, Nevada Arbitres : Jonathan Sterling, Tyler Mirkovich, Luis Migues Castillo | NBA TV |

| 10 juillet | Boxscore | Magic d'Orlando 85, Nets de Brooklyn 93            | Magic d'Orlando 85, Nets de Brooklyn 93 | Magic d'Orlando 85, Nets de Brooklyn 93 |  | Thomas & Mack Center, Paradise, Nevada Arbitres : Matt Myers, Cheryl Flores, Mbaye Seye | ESPNU |
| 10 juillet | Boxscore | Score par quart-temps : 15–21, 22–31, 28–15, 20–26 |                                         |                                         |  | Thomas & Mack Center, Paradise, Nevada Arbitres : Matt Myers, Cheryl Flores, Mbaye Seye | ESPNU |
| 10 juillet | Boxscore | Hill 21 Jefferson 8 Hill 6                         | Points Rebonds Passes d.                | Musa 20 Allen 13 Josh Gray 5            |  | Thomas & Mack Center, Paradise, Nevada Arbitres : Matt Myers, Cheryl Flores, Mbaye Seye | ESPNU |

| 10 juillet | Boxscore | Timberwolves du Minnesota 89, Heat de Miami 87     | Timberwolves du Minnesota 89, Heat de Miami 87 | Timberwolves du Minnesota 89, Heat de Miami 87 |  | Cox Pavilion, Paradise, Nevada Arbitres : Brandon Adair, John Butler, Blanca Burns | NBA TV |
| 10 juillet | Boxscore | Score par quart-temps : 24–34, 13–19, 30–17, 22–17 |                                                |                                                |  | Cox Pavilion, Paradise, Nevada Arbitres : Brandon Adair, John Butler, Blanca Burns | NBA TV |
| 10 juillet | Boxscore | McLaughlin 17 Reid 10 McLaughlin 6                 | Points Rebonds Passes d.                       | Nunn 28 Maten , Alexander 9 Nunn 5             |  | Cox Pavilion, Paradise, Nevada Arbitres : Brandon Adair, John Butler, Blanca Burns | NBA TV |

| 10 juillet | Boxscore | Cavaliers de Cleveland 78, Pelicans de La Nouvelle-Orléans 99 | Cavaliers de Cleveland 78, Pelicans de La Nouvelle-Orléans 99 | Cavaliers de Cleveland 78, Pelicans de La Nouvelle-Orléans 99 |  | Thomas & Mack Center, Paradise, Nevada Arbitres : Phenizee Ransom, Jenna Schroeder, Shante Anderson | ESPN2 |
| 10 juillet | Boxscore | Score par quart-temps : 11–27, 13–20, 22–19, 32–33            |                                                               |                                                               |  | Thomas & Mack Center, Paradise, Nevada Arbitres : Phenizee Ransom, Jenna Schroeder, Shante Anderson | ESPN2 |
| 10 juillet | Boxscore | Long 19 Wade 8 Wade, Newman 3                                 | Points Rebonds Passes d.                                      | Alexander-Walker 26 Williams 10 Alexander-Walker 6            |  | Thomas & Mack Center, Paradise, Nevada Arbitres : Phenizee Ransom, Jenna Schroeder, Shante Anderson | ESPN2 |

| 10 juillet | Boxscore | Spurs de San Antonio 78, Suns de Phoenix 79        | Spurs de San Antonio 78, Suns de Phoenix 79 | Spurs de San Antonio 78, Suns de Phoenix 79 |  | Cox Pavilion, Paradise, Nevada Arbitres : Mousa Dagher, Kevin Fahy, Brent Haskill | NBA TV |
| 10 juillet | Boxscore | Score par quart-temps : 13–16, 25–20, 19–25, 21–18 |                                             |                                             |  | Cox Pavilion, Paradise, Nevada Arbitres : Mousa Dagher, Kevin Fahy, Brent Haskill | NBA TV |
| 10 juillet | Boxscore | Weatherspoon 19 Šamanić 11 Magette 6               | Points Rebonds Passes d.                    | Lecque 14 Nnoko 7 Harper 4                  |  | Cox Pavilion, Paradise, Nevada Arbitres : Mousa Dagher, Kevin Fahy, Brent Haskill | NBA TV |

| 10 juillet | Boxscore | Lakers de Los Angeles 96, Knicks de New York 117   | Lakers de Los Angeles 96, Knicks de New York 117 | Lakers de Los Angeles 96, Knicks de New York 117 |  | Thomas & Mack Center, Paradise, Nevada Arbitres : Natalie Sago, Nick Heater, Jenna Reneau | ESPN2 |
| 10 juillet | Boxscore | Score par quart-temps : 24–33, 20–33, 22–29, 30–22 |                                                  |                                                  |  | Thomas & Mack Center, Paradise, Nevada Arbitres : Natalie Sago, Nick Heater, Jenna Reneau | ESPN2 |
| 10 juillet | Boxscore | Norvell Jr. 20 Cacok 9 Miller-McIntyre 5           | Points Rebonds Passes d.                         | Knox 25 Robinson 11 Allen 6                      |  | Thomas & Mack Center, Paradise, Nevada Arbitres : Natalie Sago, Nick Heater, Jenna Reneau | ESPN2 |

| 10 juillet | Boxscore | Chine 67, Bucks de Milwaukee 84                    | Chine 67, Bucks de Milwaukee 84 | Chine 67, Bucks de Milwaukee 84 |  | Cox Pavilion, Paradise, Nevada Arbitres : Tyler Ford, Ashley Gilpin, Julian Scott | NBA TV |
| 10 juillet | Boxscore | Score par quart-temps : 19–22, 21–17, 13–27, 14–18 |                                 |                                 |  | Cox Pavilion, Paradise, Nevada Arbitres : Tyler Ford, Ashley Gilpin, Julian Scott | NBA TV |
| 10 juillet | Boxscore | Zhou 14 Zhou 17 Jiwei, Zhao 3                      | Points Rebonds Passes d.        | Landale 23 Colson 7 Farrell 6   |  | Cox Pavilion, Paradise, Nevada Arbitres : Tyler Ford, Ashley Gilpin, Julian Scott | NBA TV |

| 10 juillet | Boxscore | Warriors de Golden State 73, Nuggets de Denver 69 | Warriors de Golden State 73, Nuggets de Denver 69 | Warriors de Golden State 73, Nuggets de Denver 69 |  | Thomas & Mack Center, Paradise, Nevada Arbitres : Aaron Smith, Greg Dandridge, Angel Kent | ESPN |
| 10 juillet | Boxscore | Score par quart-temps : 13–20, 14–18, 22–24, 24–7 |                                                   |                                                   |  | Thomas & Mack Center, Paradise, Nevada Arbitres : Aaron Smith, Greg Dandridge, Angel Kent | ESPN |
| 10 juillet | Boxscore | Evans 17 Poole, Lawson 6 Lawson 4                 | Points Rebonds Passes d.                          | Vanderbilt 20 Vanderbilt 17 Goodwin 5             |  | Thomas & Mack Center, Paradise, Nevada Arbitres : Aaron Smith, Greg Dandridge, Angel Kent | ESPN |

#### Jour 7
| 11 juillet | Boxscore | Raptors de Toronto 94, Pacers de l'Indiana 79      | Raptors de Toronto 94, Pacers de l'Indiana 79 | Raptors de Toronto 94, Pacers de l'Indiana 79 |  | Cox Pavilion, Paradise, Nevada Arbitres : Mitchell Ervin, Simone Jelks, Ken Jones | NBA TV |
| 11 juillet | Boxscore | Score par quart-temps : 20–22, 26–26, 22–13, 26–18 |                                               |                                               |  | Cox Pavilion, Paradise, Nevada Arbitres : Mitchell Ervin, Simone Jelks, Ken Jones | NBA TV |
| 11 juillet | Boxscore | Hernandez 18 Solomon 10 Loyd 6                     | Points Rebonds Passes d.                      | Holiday 23 Johnson 9 Johnson 5                |  | Cox Pavilion, Paradise, Nevada Arbitres : Mitchell Ervin, Simone Jelks, Ken Jones | NBA TV |

| 11 juillet | Boxscore | Hawks d'Atlanta 71, Wizards de Washington 76       | Hawks d'Atlanta 71, Wizards de Washington 76 | Hawks d'Atlanta 71, Wizards de Washington 76 |  | Thomas & Mack Center, Paradise, Nevada Arbitres : JB DeRosa, Jacob Ryan, Sha'Rae Mitchell | ESPN2 |
| 11 juillet | Boxscore | Score par quart-temps : 22–13, 12–19, 17–20, 20–24 |                                              |                                              |  | Thomas & Mack Center, Paradise, Nevada Arbitres : JB DeRosa, Jacob Ryan, Sha'Rae Mitchell | ESPN2 |
| 11 juillet | Boxscore | Brown 16 McCall 9 Adams 9                          | Points Rebonds Passes d.                     | Hachimura25 Hachimura 9 Caupain, Robinson 4  |  | Thomas & Mack Center, Paradise, Nevada Arbitres : JB DeRosa, Jacob Ryan, Sha'Rae Mitchell | ESPN2 |

| 11 juillet | Boxscore | Trail Blazers de Portland 87, Thunder d'Oklahoma City 92 | Trail Blazers de Portland 87, Thunder d'Oklahoma City 92 | Trail Blazers de Portland 87, Thunder d'Oklahoma City 92 |  | Cox Pavilion, Paradise, Nevada Arbitres : Gediminas Petraitis, Brandon Schwab, Julian McFadden | NBA TV |
| 11 juillet | Boxscore | Score par quart-temps : 20–20, 16–28, 28–24, 23–20       |                                                          |                                                          |  | Cox Pavilion, Paradise, Nevada Arbitres : Gediminas Petraitis, Brandon Schwab, Julian McFadden | NBA TV |
| 11 juillet | Boxscore | Trent Jr.22 Trent Jr. Whitehead 4                        | Points Rebonds Passes d.                                 | Hervey 20 Hervey , Diallo 7 Carrington 6                 |  | Cox Pavilion, Paradise, Nevada Arbitres : Gediminas Petraitis, Brandon Schwab, Julian McFadden | NBA TV |

| 11 juillet | Boxscore | Jazz de l'Utah 78, Rockets de Houston 87           | Jazz de l'Utah 78, Rockets de Houston 87 | Jazz de l'Utah 78, Rockets de Houston 87 |  | Thomas & Mack Center, Paradise, Nevada Arbitres : Jacyn Goble, Bharat Ramnanan, Nathan Anderson | ESPN |
| 11 juillet | Boxscore | Score par quart-temps : 18–25, 20–26, 19–21, 21–15 |                                          |                                          |  | Thomas & Mack Center, Paradise, Nevada Arbitres : Jacyn Goble, Bharat Ramnanan, Nathan Anderson | ESPN |
| 11 juillet | Boxscore | Bradley 23 Bradley 13 Cousins, Ferrari 5           | Points Rebonds Passes d.                 | Clemons 19 Adel, Williams 6 Chiozza 5    |  | Thomas & Mack Center, Paradise, Nevada Arbitres : Jacyn Goble, Bharat Ramnanan, Nathan Anderson | ESPN |

| 11 juillet | Boxscore | Kings de Sacramento 80, Clippers de Los Angeles 83 | Kings de Sacramento 80, Clippers de Los Angeles 83 | Kings de Sacramento 80, Clippers de Los Angeles 83 |  | Cox Pavilion, Paradise, Nevada Arbitres : Evan Scott, Chance Moore, Cheryl Flores | NBA TV |
| 11 juillet | Boxscore | Score par quart-temps : 18–21, 29-16, 16–25, 17–21 |                                                    |                                                    |  | Cox Pavilion, Paradise, Nevada Arbitres : Evan Scott, Chance Moore, Cheryl Flores | NBA TV |
| 11 juillet | Boxscore | Gabriel 18 Thompson 12 Christon 5                  | Points Rebonds Passes d.                           | Coffey 19 Coffey , Kabengele 9 Coffey 6            |  | Cox Pavilion, Paradise, Nevada Arbitres : Evan Scott, Chance Moore, Cheryl Flores | NBA TV |

| 11 juillet | Boxscore | Celtics de Boston 113, Grizzlies de Memphis 87     | Celtics de Boston 113, Grizzlies de Memphis 87 | Celtics de Boston 113, Grizzlies de Memphis 87 |  | Thomas & Mack Center, Paradise, Nevada Arbitres : Ray Acosta, J.D. Ralls, Jemel Spearman | ESPN2 |
| 11 juillet | Boxscore | Score par quart-temps : 26–23, 32–18, 28–25, 27–21 |                                                |                                                |  | Thomas & Mack Center, Paradise, Nevada Arbitres : Ray Acosta, J.D. Ralls, Jemel Spearman | ESPN2 |
| 11 juillet | Boxscore | Williams 21 Williams III 16 Waters 9               | Points Rebonds Passes d.                       | Hannahs 15 Caboclo 6 Allen 4                   |  | Thomas & Mack Center, Paradise, Nevada Arbitres : Ray Acosta, J.D. Ralls, Jemel Spearman | ESPN2 |

#### Classement de la compétition
| #  | Équipe                          | MJ | V | D | PCT   | QP   | DIF |
| -- | ------------------------------- | -- | - | - | ----- | ---- | --- |
| 1  | Celtics de Boston               | 4  | 4 | 0 | 1.000 | 7    | +13 |
| 2  | Pistons de Détroit              | 4  | 4 | 0 | 1.000 | 4.5  | -22 |
| 3  | Timberwolves du Minnesota       | 4  | 4 | 0 | 1.000 | 7    | +19 |
| 4  | Pelicans de La Nouvelle-Orléans | 4  | 3 | 1 | .750  | 7    | +31 |
| 5  | Heat de Miami                   | 4  | 3 | 1 | .750  | 4    | -22 |
| 6  | Mavericks de Dallas             | 4  | 3 | 1 | .750  | 7    | +16 |
| 7  | Nets de Brooklyn                | 4  | 3 | 1 | .750  | 5    |     |
| 8  | Grizzlies de Memphis            | 4  | 3 | 1 | .750  | 4    | -41 |
| 9  | Clippers de Los Angeles         | 4  | 3 | 1 | .750  | 6    | -10 |
| 10 | Warriors de Golden State        | 4  | 3 | 1 | .750  | 5.5  | -20 |
| 11 | Thunder d'Oklahoma City         | 4  | 3 | 1 | .750  | 8    |     |
| 12 | Suns de Phoenix                 | 3  | 2 | 1 | .667  | 8    | +33 |
| 13 | Kings de Sacramento             | 4  | 2 | 2 | .500  | 5    | -4  |
| 14 | Raptors de Toronto              | 4  | 2 | 2 | .500  | 4    |     |
| 15 | Bucks de Milwaukee              | 4  | 2 | 2 | .500  | 7.5  |     |
| 16 | Spurs de San Antonio            | 4  | 2 | 2 | .500  | 5.5  | -11 |
| 17 | Jazz de l'Utah                  | 4  | 2 | 2 | .500  | 5    | -18 |
| 18 | Wizards de Washington           | 4  | 2 | 2 | .500  | 7    | -6  |
| 19 | Bulls de Chicago                | 4  | 2 | 2 | .500  | 4.5  | -12 |
| 20 | Rockets de Houston              | 4  | 2 | 2 | .500  | 6    |     |
| 21 | Nuggets de Denver               | 3  | 1 | 2 | .333  | 8    | +21 |
| 22 | Magic d'Orlando                 | 4  | 1 | 3 | .250  | 5.5  | +18 |
| 23 | Knicks de New York              | 4  | 1 | 3 | .250  | 5    | -20 |
| 24 | Hornets de Charlotte            | 4  | 1 | 3 | .250  | 6    | -11 |
| 25 | Hawks d'Atlanta                 | 4  | 1 | 3 | .250  | 6    | -11 |
| 26 | Trail Blazers de Portland       | 4  | 1 | 3 | .250  | 8    | +38 |
| 27 | 76ers de Philadelphie           | 4  | 1 | 3 | .250  | 2    |     |
| 28 | Cavaliers de Cleveland          | 4  | 1 | 3 | .250  | 5.5  | +13 |
| 29 | Chine                           | 4  | 1 | 3 | .250  | 10.5 |     |
| 30 | Croatie                         | 4  | 0 | 4 | .000  | 10.5 |     |
| 31 | Lakers de Los Angeles           | 4  | 0 | 4 | .000  | 10.5 |     |
| 32 | Pacers de l'Indiana             | 4  | 0 | 4 | .000  | 7    | +2  |

#### Phase finale
|  | Quarts de finale                     | Quarts de finale                |                           |     | Demi-finales | Demi-finales |  |  | Finale | Finale |
|  | Quarts de finale                     | Quarts de finale                |                           |     | Demi-finales | Demi-finales |  |  | Finale | Finale |
|  |                                      |                                 |                           |     |              |              |  |  |        |        |
|  |                                      |                                 |                           |     |              |              |  |  |        |        |
|  |                                      |                                 |                           |     |              |              |  |  |        |        |
|  | Celtics de Boston                    | 88                              |                           |     |              |              |  |  |        |        |
|  | Celtics de Boston                    | 88                              |                           |     |              |              |  |  |        |        |
|  | Grizzlies de Memphis                 | 94                              |                           |     |              |              |  |  |        |        |
|  | Grizzlies de Memphis                 | 94                              | Grizzlies de Memphis (OT) | 88  |              |              |  |  |        |        |
|  |                                      |                                 | Grizzlies de Memphis (OT) | 88  |              |              |  |  |        |        |
|  |                                      | Pelicans de La Nouvelle-Orléans | 86                        |     |              |              |  |  |        |        |
|  | Pelicans de La Nouvelle-Orléans (OT) | Pelicans de La Nouvelle-Orléans | 86                        | 101 |              |              |  |  |        |        |
|  | Pelicans de La Nouvelle-Orléans (OT) |                                 |                           | 101 |              |              |  |  |        |        |
|  | Heat de Miami                        | 100                             |                           |     |              |              |  |  |        |        |
|  | Heat de Miami                        | 100                             | Grizzlies de Memphis      | 95  |              |              |  |  |        |        |
|  |                                      |                                 | Grizzlies de Memphis      | 95  |              |              |  |  |        |        |
|  |                                      | Timberwolves du Minnesota       | 92                        |     |              |              |  |  |        |        |
|  | Timberwolves du Minnesota            | Timberwolves du Minnesota       | 92                        | 108 |              |              |  |  |        |        |
|  | Timberwolves du Minnesota            |                                 |                           | 108 |              |              |  |  |        |        |
|  | Mavericks de Dallas                  | 82                              |                           |     |              |              |  |  |        |        |
|  | Mavericks de Dallas                  | 82                              | Timberwolves du Minnesota | 85  |              |              |  |  |        |        |
|  |                                      |                                 | Timberwolves du Minnesota | 85  |              |              |  |  |        |        |
|  |                                      | Nets de Brooklyn                | 77                        |     |              |              |  |  |        |        |
|  | Nets de Brooklyn                     | Nets de Brooklyn                | 77                        | 105 |              |              |  |  |        |        |
|  | Nets de Brooklyn                     |                                 |                           | 105 |              |              |  |  |        |        |
|  | Pistons de Détroit                   | 85                              |                           |     |              |              |  |  |        |        |
|  | Pistons de Détroit                   | 85                              |                           |     |              |              |  |  |        |        |

##### Tournoi de consolation
| 12 juillet | Boxscore | 76ers de Philadelphie 108, Raptors de Toronto 102  | 76ers de Philadelphie 108, Raptors de Toronto 102 | 76ers de Philadelphie 108, Raptors de Toronto 102 |  | Cox Pavilion, Paradise, Nevada Arbitres : Jason Goldenberg, Blanca Burns, Brent Haskill | ESPNU |
| 12 juillet | Boxscore | Score par quart-temps : 27–22, 29–24, 31–28, 21–28 |                                                   |                                                   |  | Cox Pavilion, Paradise, Nevada Arbitres : Jason Goldenberg, Blanca Burns, Brent Haskill | ESPNU |
| 12 juillet | Boxscore | Dozier 22 Dozier 7 Dozier 7                        | Points Rebonds Passes d.                          | Wiggington 26 Davis 8 Davis 7                     |  | Cox Pavilion, Paradise, Nevada Arbitres : Jason Goldenberg, Blanca Burns, Brent Haskill | ESPNU |

| 12 juillet | Boxscore | Lakers de Los Angeles 88, Warriors de Golden State 87 | Lakers de Los Angeles 88, Warriors de Golden State 87 | Lakers de Los Angeles 88, Warriors de Golden State 87 |  | Thomas & Mack Center, Paradise, Nevada Arbitres : Nick Heater, Matt Kallio, Ashley Moyer-Gleich | NBA TV |
| 12 juillet | Boxscore | Score par quart-temps : 19–24, 14–33, 31–12, 24–18    |                                                       |                                                       |  | Thomas & Mack Center, Paradise, Nevada Arbitres : Nick Heater, Matt Kallio, Ashley Moyer-Gleich | NBA TV |
| 12 juillet | Boxscore | Caroline 20 Wear 9 Miller-McIntyre 5                  | Points Rebonds Passes d.                              | McClain 24 Izundu 11 Toscano 5                        |  | Thomas & Mack Center, Paradise, Nevada Arbitres : Nick Heater, Matt Kallio, Ashley Moyer-Gleich | NBA TV |

| 12 juillet | Boxscore | Croatie 68, Thunder d'Oklahoma City 69             | Croatie 68, Thunder d'Oklahoma City 69 | Croatie 68, Thunder d'Oklahoma City 69 |  | Cox Pavilion, Paradise, Nevada Arbitres : John Conley, Chance Moore, Jonathan Sterling | ESPNU |
| 12 juillet | Boxscore | Score par quart-temps : 13–18, 22–15, 16–17, 17–19 |                                        |                                        |  | Cox Pavilion, Paradise, Nevada Arbitres : John Conley, Chance Moore, Jonathan Sterling | ESPNU |
| 12 juillet | Boxscore | Vrankovic 16 Vrankovic 10 Rogic 7                  | Points Rebonds Passes d.               | Cannady 12 Bazley 6 Carrington 11      |  | Cox Pavilion, Paradise, Nevada Arbitres : John Conley, Chance Moore, Jonathan Sterling | ESPNU |

| 12 juillet | Boxscore | Chine 64, Suns de Phoenix 94                      | Chine 64, Suns de Phoenix 94 | Chine 64, Suns de Phoenix 94              |  | Thomas & Mack Center, Paradise, Nevada Arbitres : Matt Myers, Shante Anderson, Tyler Mirkovich | NBA TV |
| 12 juillet | Boxscore | Score par quart-temps : 13–22, 9–21, 20–32, 22–19 |                              |                                           |  | Thomas & Mack Center, Paradise, Nevada Arbitres : Matt Myers, Shante Anderson, Tyler Mirkovich | NBA TV |
| 12 juillet | Boxscore | Guo 15 Hu 5 Fang 3                                | Points Rebonds Passes d.     | 3 joueurs 11 Cooks , Tillman 4 Obasohan 4 |  | Thomas & Mack Center, Paradise, Nevada Arbitres : Matt Myers, Shante Anderson, Tyler Mirkovich | NBA TV |

| 12 juillet | Boxscore | Cavaliers de Cleveland 98, Kings de Sacramento 96                       | Cavaliers de Cleveland 98, Kings de Sacramento 96 | Cavaliers de Cleveland 98, Kings de Sacramento 96 | OT | Cox Pavilion, Paradise, Nevada Arbitres : Brandon Adair, Suyash Mehta, Angel Kent | ESPNU |
| 12 juillet | Boxscore | Score par quart-temps : 19–26, 22–24, 30–27, 22–16 ; prolongation : 5–3 |                                                   |                                                   | OT | Cox Pavilion, Paradise, Nevada Arbitres : Brandon Adair, Suyash Mehta, Angel Kent | ESPNU |
| 12 juillet | Boxscore | Newman33 Williams 11 Williams 4                                         | Points Rebonds Passes d.                          | Johnson 20 Ashley 12 Doyle 7                      | OT | Cox Pavilion, Paradise, Nevada Arbitres : Brandon Adair, Suyash Mehta, Angel Kent | ESPNU |

| 12 juillet | Boxscore | Pacers de l'Indiana 86, Clippers de Los Angeles 75 | Pacers de l'Indiana 86, Clippers de Los Angeles 75 | Pacers de l'Indiana 86, Clippers de Los Angeles 75 |  | Thomas & Mack Center, Paradise, Nevada Arbitres : Phenizee Ransom, Simone Jelks, Paul Tuomey | NBA TV |
| 12 juillet | Boxscore | Score par quart-temps : 21–17, 16–11, 22–28, 27–19 |                                                    |                                                    |  | Thomas & Mack Center, Paradise, Nevada Arbitres : Phenizee Ransom, Simone Jelks, Paul Tuomey | NBA TV |
| 12 juillet | Boxscore | Johnson 25 Johnson 13 Demps 4                      | Points Rebonds Passes d.                           | Brissett 18 Carter 8 Isabell 8                     |  | Thomas & Mack Center, Paradise, Nevada Arbitres : Phenizee Ransom, Simone Jelks, Paul Tuomey | NBA TV |

| 12 juillet | Boxscore | Trail Blazers de Portland 99, Bucks de Milwaukee 84 | Trail Blazers de Portland 99, Bucks de Milwaukee 84 | Trail Blazers de Portland 99, Bucks de Milwaukee 84 |  | Cox Pavilion, Paradise, Nevada Arbitres : Mousa Dagher, Robert Hussey, Jenna Reneau | ESPNU |
| 12 juillet | Boxscore | Score par quart-temps : 27–24, 16–26, 33–17, 23–17  |                                                     |                                                     |  | Cox Pavilion, Paradise, Nevada Arbitres : Mousa Dagher, Robert Hussey, Jenna Reneau | ESPNU |
| 12 juillet | Boxscore | Trent Jr. 28 Trent Jr. 8 Jackson 6                  | Points Rebonds Passes d.                            | Colson 14 Hamilton 6 Farrell 5                      |  | Cox Pavilion, Paradise, Nevada Arbitres : Mousa Dagher, Robert Hussey, Jenna Reneau | ESPNU |

| 12 juillet | Boxscore | Hawks d'Atlanta 80, Spurs de San Antonio 72        | Hawks d'Atlanta 80, Spurs de San Antonio 72 | Hawks d'Atlanta 80, Spurs de San Antonio 72 |  | Thomas & Mack Center, Paradise, Nevada Arbitres : Natalie Sago, Pat O'Connell, David Walker | NBA TV |
| 12 juillet | Boxscore | Score par quart-temps : 24–18, 26–10, 10–24, 20–20 |                                             |                                             |  | Thomas & Mack Center, Paradise, Nevada Arbitres : Natalie Sago, Pat O'Connell, David Walker | NBA TV |
| 12 juillet | Boxscore | Mooney 17 Ward 13 McCall 6                         | Points Rebonds Passes d.                    | Morris 12 Robinson 11 Robinson Jr. 5        |  | Thomas & Mack Center, Paradise, Nevada Arbitres : Natalie Sago, Pat O'Connell, David Walker | NBA TV |

| 13 juillet | Boxscore | Hornets de Charlotte 84, Utah Jazz 74              | Hornets de Charlotte 84, Utah Jazz 74 | Hornets de Charlotte 84, Utah Jazz 74 |  | Cox Pavilion, Paradise, Nevada Arbitres : Brandon Adair, Jenna Schroeder, Nick Heater | NBA TV |
| 13 juillet | Boxscore | Score par quart-temps : 31–15, 23–15, 13–22, 17–22 |                                       |                                       |  | Cox Pavilion, Paradise, Nevada Arbitres : Brandon Adair, Jenna Schroeder, Nick Heater | NBA TV |
| 13 juillet | Boxscore | Meeks 18 Meeks 10 Perkins 5                        | Points Rebonds Passes d.              | King 20 Morgan 9 Lyles 6              |  | Cox Pavilion, Paradise, Nevada Arbitres : Brandon Adair, Jenna Schroeder, Nick Heater | NBA TV |

| 13 juillet | Boxscore | Knicks de New York 103, Wizards de Washington 87   | Knicks de New York 103, Wizards de Washington 87 | Knicks de New York 103, Wizards de Washington 87 |  | Cox Pavilion, Paradise, Nevada Arbitres : Tyler Ford, Tyler Ricks, Shante Anderson | NBA TV |
| 13 juillet | Boxscore | Score par quart-temps : 27–23, 24–27, 19–22, 33–15 |                                                  |                                                  |  | Cox Pavilion, Paradise, Nevada Arbitres : Tyler Ford, Tyler Ricks, Shante Anderson | NBA TV |
| 13 juillet | Boxscore | Barrett 21 Robinson 9 Barrett 10                   | Points Rebonds Passes d.                         | Wagner 20 Pasečņiks 10 Caupain 6                 |  | Cox Pavilion, Paradise, Nevada Arbitres : Tyler Ford, Tyler Ricks, Shante Anderson | NBA TV |

| 13 juillet | Boxscore | Magic d'Orlando 85, Bulls de Chicago 73            | Magic d'Orlando 85, Bulls de Chicago 73 | Magic d'Orlando 85, Bulls de Chicago 73 |  | Cox Pavilion, Paradise, Nevada Arbitres : Gediminas Petraitis, Nate Green, Biniam Maru | NBA TV |
| 13 juillet | Boxscore | Score par quart-temps : 25–19, 16–25, 27–13, 17–16 |                                         |                                         |  | Cox Pavilion, Paradise, Nevada Arbitres : Gediminas Petraitis, Nate Green, Biniam Maru | NBA TV |
| 13 juillet | Boxscore | Jefferson 19 Jefferson 12 Hill 6                   | Points Rebonds Passes d.                | Gafford 14 Hutchison 10 White 8         |  | Cox Pavilion, Paradise, Nevada Arbitres : Gediminas Petraitis, Nate Green, Biniam Maru | NBA TV |

| 13 juillet | Boxscore | Nuggets de Denver 96, Rockets de Houston 105       | Nuggets de Denver 96, Rockets de Houston 105 | Nuggets de Denver 96, Rockets de Houston 105 |  | Cox Pavilion, Paradise, Nevada Arbitres : Jason Goldenberg, John Butler, Jacob Barnett | NBA TV |
| 13 juillet | Boxscore | Score par quart-temps : 22-19, 25–32, 19–28, 30–26 |                                              |                                              |  | Cox Pavilion, Paradise, Nevada Arbitres : Jason Goldenberg, John Butler, Jacob Barnett | NBA TV |
| 13 juillet | Boxscore | Goodwin 22 Vanderbilt 9 Goodwin 6                  | Points Rebonds Passes d.                     | Adel 20 Clemons 10 Chiozza 8                 |  | Cox Pavilion, Paradise, Nevada Arbitres : Jason Goldenberg, John Butler, Jacob Barnett | NBA TV |

##### Quarts de finale
| 13 juillet | Boxscore | Grizzlies de Memphis 94, Celtics de Boston 88      | Grizzlies de Memphis 94, Celtics de Boston 88 | Grizzlies de Memphis 94, Celtics de Boston 88 |  | Thomas & Mack Center, Paradise, Nevada Arbitres : Phenizee Ransom, Kevin Fahy, Sha'Rae Mitchell | ESPN |
| 13 juillet | Boxscore | Score par quart-temps : 19–22, 30–15, 22–26, 23–25 |                                               |                                               |  | Thomas & Mack Center, Paradise, Nevada Arbitres : Phenizee Ransom, Kevin Fahy, Sha'Rae Mitchell | ESPN |
| 13 juillet | Boxscore | Harvey 20 Clarke 12 Lee 4                          | Points Rebonds Passes d.                      | Edwards 25 Williams III 12 Waters , Strus 3   |  | Thomas & Mack Center, Paradise, Nevada Arbitres : Phenizee Ransom, Kevin Fahy, Sha'Rae Mitchell | ESPN |

| 13 juillet | Boxscore | Heat de Miami 100, Pelicans de La Nouvelle-Orléans 101                  | Heat de Miami 100, Pelicans de La Nouvelle-Orléans 101 | Heat de Miami 100, Pelicans de La Nouvelle-Orléans 101 | OT | Thomas & Mack Center, Paradise, Nevada Arbitres : Mitchell Ervin, Ashley Moyer-Gleich, Charles Watson | ESPN |
| 13 juillet | Boxscore | Score par quart-temps : 15–27, 24–19, 31–21, 28–31 ; prolongation : 2–3 |                                                        |                                                        | OT | Thomas & Mack Center, Paradise, Nevada Arbitres : Mitchell Ervin, Ashley Moyer-Gleich, Charles Watson | ESPN |
| 13 juillet | Boxscore | Robinson 26 Alexander 11 Martin 5                                       | Points Rebonds Passes d.                               | Alexander-Walker 34 Hayes 12 Alexander-Walker 5        | OT | Thomas & Mack Center, Paradise, Nevada Arbitres : Mitchell Ervin, Ashley Moyer-Gleich, Charles Watson | ESPN |

| 13 juillet | Boxscore | Nets de Brooklyn 105, Pistons de Détroit 85        | Nets de Brooklyn 105, Pistons de Détroit 85 | Nets de Brooklyn 105, Pistons de Détroit 85 |  | Thomas & Mack Center, Paradise, Nevada Arbitres : Mousa Dagher, Evan Scott, Ben Stirt | ESPN |
| 13 juillet | Boxscore | Score par quart-temps : 25–19, 23–20, 25–21, 32–25 |                                             |                                             |  | Thomas & Mack Center, Paradise, Nevada Arbitres : Mousa Dagher, Evan Scott, Ben Stirt | ESPN |
| 13 juillet | Boxscore | Allen 30 Allen 11 Josh Gray 5                      | Points Rebonds Passes d.                    | Bone 18 Costello 8 3 joueurs 3              |  | Thomas & Mack Center, Paradise, Nevada Arbitres : Mousa Dagher, Evan Scott, Ben Stirt | ESPN |

| 13 juillet | Boxscore | Mavericks de Dallas 82, Timberwolves du Minnesota 108 | Mavericks de Dallas 82, Timberwolves du Minnesota 108 | Mavericks de Dallas 82, Timberwolves du Minnesota 108 |  | Thomas & Mack Center, Paradise, Nevada Arbitres : Natalie Sago, Andy Nagy, Matt Kallio | ESPN2 |
| 13 juillet | Boxscore | Score par quart-temps : 20-29, 22-21, 18-31, 22-27    |                                                       |                                                       |  | Thomas & Mack Center, Paradise, Nevada Arbitres : Natalie Sago, Andy Nagy, Matt Kallio | ESPN2 |
| 13 juillet | Boxscore | Cleveland 17 Whittington 8 Macon 4                    | Points Rebonds Passes d.                              | Martin 23 Murphy, Creek 6 McLaughlin 9                |  | Thomas & Mack Center, Paradise, Nevada Arbitres : Natalie Sago, Andy Nagy, Matt Kallio | ESPN2 |

##### Demi-finales
| 14 juillet | Boxscore | Grizzlies de Memphis 88, Pelicans de La Nouvelle-Orléans 86             | Grizzlies de Memphis 88, Pelicans de La Nouvelle-Orléans 86 | Grizzlies de Memphis 88, Pelicans de La Nouvelle-Orléans 86 | OT | Thomas & Mack Center, Paradise, Nevada Arbitres : Jonathan Sterling, Matt Myers, Ray Acosta | ESPN2 |
| 14 juillet | Boxscore | Score par quart-temps : 16–18, 21–15, 29–23, 15–25 ; prolongation : 7–5 |                                                             |                                                             | OT | Thomas & Mack Center, Paradise, Nevada Arbitres : Jonathan Sterling, Matt Myers, Ray Acosta | ESPN2 |
| 14 juillet | Boxscore | Clarke 23 Clarke 14 Evans 8                                             | Points Rebonds Passes d.                                    | Bluiett 16 Williams 11 Alexander-Walker 5                   | OT | Thomas & Mack Center, Paradise, Nevada Arbitres : Jonathan Sterling, Matt Myers, Ray Acosta | ESPN2 |

| 14 juillet | Boxscore | Nets de Brooklyn 77, Timberwolves du Minnesota 85 | Nets de Brooklyn 77, Timberwolves du Minnesota 85 | Nets de Brooklyn 77, Timberwolves du Minnesota 85 |  | Thomas & Mack Center, Paradise, Nevada Arbitres : JB DeRosa, Aaron Smith, Jacyn Goble | ESPN2 |
| 14 juillet | Boxscore | Score par quart-temps : 26–29, 22–26, 11–24, 18–6 |                                                   |                                                   |  | Thomas & Mack Center, Paradise, Nevada Arbitres : JB DeRosa, Aaron Smith, Jacyn Goble | ESPN2 |
| 14 juillet | Boxscore | Allen 15 Allen 14 Kurucs 2                        | Points Rebonds Passes d.                          | Reid 20 Murphy 7 McLaughlin 6                     |  | Thomas & Mack Center, Paradise, Nevada Arbitres : JB DeRosa, Aaron Smith, Jacyn Goble | ESPN2 |

##### Finale
| 15 juillet | Boxscore | Grizzlies de Memphis 95, Timberwolves du Minnesota 92 | Grizzlies de Memphis 95, Timberwolves du Minnesota 92 | Grizzlies de Memphis 95, Timberwolves du Minnesota 92 |  | Thomas & Mack Center, Paradise, Nevada | ESPN2 |
| 15 juillet | Boxscore | Score par quart-temps : 31-19, 25-21, 16-30, 23-22    |                                                       |                                                       |  | Thomas & Mack Center, Paradise, Nevada | ESPN2 |
| 15 juillet | Boxscore | Allen 17 Clarke 16 Evans 8                            | Points Rebonds Passes d.                              | Martin 19 Reid 10 McLaughlin 3                        |  | Thomas & Mack Center, Paradise, Nevada | ESPN2 |

### Leaders statistiques
| Joueur                   | Équipe                          | PTS  |
| ------------------------ | ------------------------------- | ---- |
| Frank Jackson            | Pelicans de La Nouvelle-Orléans | 30,0 |
| Lonnie Walker IV         | Spurs de San Antonio            | 30,0 |
| Nickeil Alexander-Walker | Pelicans de La Nouvelle-Orléans | 24,3 |
| Kevin McClain            | Warriors de Golden State        | 24,0 |
| Chris Boucher            | Raptors de Toronto              | 23,0 |

| Joueur            | Équipe                  | REB  |
| ----------------- | ----------------------- | ---- |
| Tony Bradley      | Jazz de l'Utah          | 11,3 |
| Jarred Vanderbilt | Nuggets de Denver       | 11,3 |
| Terance Mann      | Clippers de Los Angeles | 11,3 |
| Jarrett Allen     | Nets de Brooklyn        | 10,6 |
| Mitchell Robinson | Knicks de New York      | 10,6 |

| Joueur                   | Équipe                          | PAD |
| ------------------------ | ------------------------------- | --- |
| Bruce Brown              | Pistons de Détroit              | 8,3 |
| Chris Chiozza            | Rockets de Houston              | 6,4 |
| Kendrick Nunn            | Heat de Miami                   | 6,3 |
| Codi Miller-McIntyre     | Lakers de Los Angeles           | 6,0 |
| Nickeil Alexander-Walker | Pelicans de La Nouvelle-Orléans | 6,0 |

MVP : Brandon Clarke (Grizzlies de Memphis)